# Astronomie mésopotamienne
L’astronomie mésopotamienne désigne les théories et les méthodes astronomiques développées dans l’ancienne Mésopotamie, en particulier durant le Ier millénaire av. J.-C. en Assyrie (nord de l'Irak actuel) et en Babylonie (sud de l'Irak), étudiant les phénomènes célestes réguliers.
La première démarche nécessaire à la construction d'un savoir astronomique était l'observation des phénomènes astraux dans le ciel nocturne, donc une démarche empirique. Les Mésopotamiens en avaient une définition large, puisqu'elle incluait non seulement le Soleil, la Lune, les planètes, étoiles et autres astres, mais aussi les phénomènes météorologiques, donc tout ce qui est visible dans le ciel. Le point de référence des observations célestes était l'horizon. Aussi les phénomènes qui ont attiré l'attention en priorité, depuis les premiers temps, sont les levers et les couchers des astres, donc leurs premières et dernières visibilités dans le ciel, et les périodes synodiques (le temps mis par un astre pour revenir à une même configuration). Ce sont les mouvements et les changements d'apparence de la Lune qui ont été avant tout scrutés, parce qu'ils déterminaient le rythme du mois, le moment du changement de mois étant situé au soir où apparaissait la nouvelle lune à l'ouest. Les changements de phase lunaire ont donc été observés avec attention et notés, ainsi que les éclipses lunaires qui avaient une importance particulière en religion (c'est moins le cas des éclipses solaires). Les mouvements des planètes visibles à l’œil nu (les planètes inférieures Mercure, Vénus et les planètes supérieures Mars, Jupiter et Saturne) ont été un sujet secondaire d'observation et d'analyse.
Les savants de la Babylonie de la seconde moitié du Ier millénaire av. J.-C. ont considérablement amélioré les observations astronomiques de leurs prédécesseurs, et mis au point des prédictions astronomiques très abouties à partir des cycles observés, mettant finalement au point des modèles mathématiques leur permettant de préciser encore plus leurs prévisions. Cette astronomie prédictive est vue comme la principale contribution mésopotamienne à l'astronomie « scientifique ». Elle ne peut cependant pas être dissociée de l'autre forme de savoir liée à l'observation céleste, qui apparait à nos yeux comme plus irrationnelle, l'astrologie, puisque ces démarches intellectuelles formaient un tout cohérent dans le milieu intellectuel mésopotamien. Il convient donc de prendre en considération les « sciences astrales » mésopotamiennes au sens large pour mieux reconstituer le contexte d'élaboration du savoir astronomique mésopotamien et ses résultats.
L’astronomie babylonienne est à la source des traditions ultérieures de l'astronomie grecque et hellénistique, de celles des Sassanides, des Byzantins et des Syriens, de l’astronomie médiévale des Musulmans et des Européens, elle aurait peut-être influencé l’astronomie indienne. Les sources classiques grecques et latines désignent fréquemment les astronomes de Mésopotamie du nom de « Chaldéens », souvent pour les présenter comme des spécialistes de l’astrologie et d’autres formes de divination.

## Historiographie et approche théorique

### La redécouverte de l'astronomie mésopotamienne
Avant la redécouverte et la traduction des documents cunéiformes à partir du milieu du XIXe siècle, les textes de l'Antiquité gréco-romaine étaient les seuls documents permettant d'approcher la science céleste de l'ancienne Mésopotamie. Les auteurs Grecs valorisaient ceux qu'ils désignaient comme les « Chaldéens » avant tout pour leurs talents d'astrologues. Ce n'est qu'en 1881 que les travaux de l'assyriologue Johann Strassmaier et du professeur de mathématiques et d'astronomie Joseph Epping permirent de redécouvrir l'astronomie mésopotamienne à partir de tablettes provenant de Babylone et d'Uruk, et de montrer que de nombreux éléments de l’Almageste de Ptolémée et d'autres travaux d'astronomes de la Grèce antique avaient des antécédents en Babylonie dans la seconde moitié du Ier millénaire av. J.-C., et notamment que l'astronomie de l'Antiquité classique et tardive devaient beaucoup à celle de Mésopotamie. Plus largement, on redécouvrait un pan spécifique de l'histoire de cette discipline, présentant des démarches originales, notamment dans la modélisation mathématique. Dans les années 1940 et 1950, l'historien des sciences Otto Eduard Neugebauer traduit et interprète le corpus de textes cunéiformes relatifs à l'astronomie mathématique babylonienne, et contribue grandement à une meilleure connaissance de l'astronomie mésopotamienne. Il n'empêche que les travaux savants des Mésopotamiens gardent une mauvaise image chez les historiens des sciences, qui considèrent que la religion, notamment la divination astrologique, occupait une place trop importante dans la pensée des savants de Babylonie pour qu'on puisse considérer qu'ils aient suivi une démarche proprement scientifique. Le début de la science est généralement situé en Grèce classique et hellénistique. La publication des textes astronomiques mésopotamiens a progressé après Neugebauer, jusqu'aux projets récents conduits par A. Sachs puis H. Hunger visant à publier la plupart des textes connus, enrichissant considérablement la documentation disponible sur cette discipline, exploitée par une nouvelle génération de chercheurs développant de nouvelles approches.

### Astronomie, astrologie et «science(s) astrale(s)»
Les textes documentant l'astronomie mésopotamienne sont avant tout issus des cercles savants mésopotamiens, savants qui sont surtout des membres du clergé des temples. Leurs motivations les plus évidentes sont avant tout les besoins de connaissances pour fixer le calendrier et la mesure du temps, ce qui a une importance religieuse vu que le calendrier a un rôle cultuel essentiel, et la divination, puisque tout phénomène observable était susceptible d'être un message divin qu'il fallait interpréter. La prépondérance de ce contexte religieux, astrologique, est depuis longtemps le point de départ d'un débat sur l'aspect « scientifique » et « rationnel » de l'astronomie mésopotamienne.
Comme cela a été vu, une approche traditionnelle chez les historiens des sciences est de considérer que l'astronomie mésopotamienne n'était pas une science, en raison de la place prépondérante de l'astrologie. D'autres comme Neugebauer ont en revanche émis l'idée que les savants mésopotamiens ont observé les phénomènes célestes pour eux-mêmes, que les motivations astrologiques n'expliquent pas le développement de l'astronomie prédictive mathématique. Il apparait néanmoins de plus en plus qu'il n'est pas pertinent d'opposer et d'étudier séparément astrologie et astronomie en Mésopotamie, vu qu'il s'agit plutôt d'un même domaine de pensée avec sa propre logique. C'est la même démarche qui ressort dans l'étude de la médecine mésopotamienne pour laquelle il n'est pas pertinent de séparer la thérapeutique magique et la thérapeutique médicale, et également dans celle de la divination mésopotamienne, autre discipline majeure du milieu savant mésopotamien, où on a pu observer une forme de « rationalité ». Les chercheurs récents ont donc eu tendance à resituer l'astronomie mésopotamienne dans son contexte d'élaboration, celui des milieux savants du Ier millénaire av. J.-C., afin de mieux mettre en avant ses spécificités et s'éloigner des réflexions « modernistes » opposant superstition et sciences. Cela se voit dans la terminologie qui cherche à englober les différentes formes de savoirs célestes : on a pu parler d'une « astronomie-astrologie », puis de « sciences astrales » ou d'une seule « science astrale ». Cela afin de mieux refléter l'approche plurielle des savants mésopotamiens et l'interdépendance des différentes réflexions (qui s'influencent sans doute mutuellement à plusieurs reprises), englobant ce que la terminologie courante considère comme relevant de l'astrologie (avec les horoscopes), de l'observation astronomique, et de l'astronomie prédictive empirique et mathématique, ainsi que les réflexions sur l'organisation du calendrier. Cela ne règle pas pour autant la question des relations entre astrologie et astronomie, puisque certains considèrent que les motivations astrologiques sont premières dans l'élaboration des textes astronomiques, tandis que d'autres ont une approche plus sceptique sur ce point, ou estiment que la documentation ne permet pas de trancher sur les motivations premières des savants mésopotamiens et que cette question n'est pas vraiment pertinente pour mieux comprendre cette discipline.

## Les débuts des sciences astrales mésopotamiennes
Peu documentées avant les derniers siècles du IIe millénaire av. J.-C., les sciences astrales mésopotamienne semblent connaître un essor marqué à partir de ce moment, pour des raisons indéterminées. C'est en effet de cette période que sont datés les premiers textes importants concernant les sciences astrales mésopotamiennes (le traité astrologique Enūma Anu Enlil, Mul-Apin, les « astrolabes »). Ces textes savants documentent un premier stade de l'observation astronomique, avec des rapports d'observation, les premières mises en évidence de la périodicité de phénomènes astraux, les premiers calculs astronomiques. L'astrologie est de loin l'activité la plus documentée, occupant une place majeure dans les milieux intellectuels de l'empire assyrien aux VIIIe – VIIe siècle av. J.-C., comme l'ont démontré les nombreuses tablettes relatives à cette discipline divinatoire mises au jour à Ninive, la dernière capitale de cet État, et il est probable qu'il en ait été de même en Babylonie à la même époque, même si la documentation sur ce point fait défaut. Les observations célestes sont alors tournées vers la recherche de signes divins dans les phénomènes astraux, ce qui s'accompagne d'une recherche d'une meilleure compréhension de leurs mouvements périodiques, ces différents projets étant interdépendants. Cette période vit l'accumulation de données astronomiques nombreuses et régulières, qui devaient constituer une base pour les évolutions postérieures.

### Le ciel et les phénomènes célestes dans les premiers textes «astronomiques»

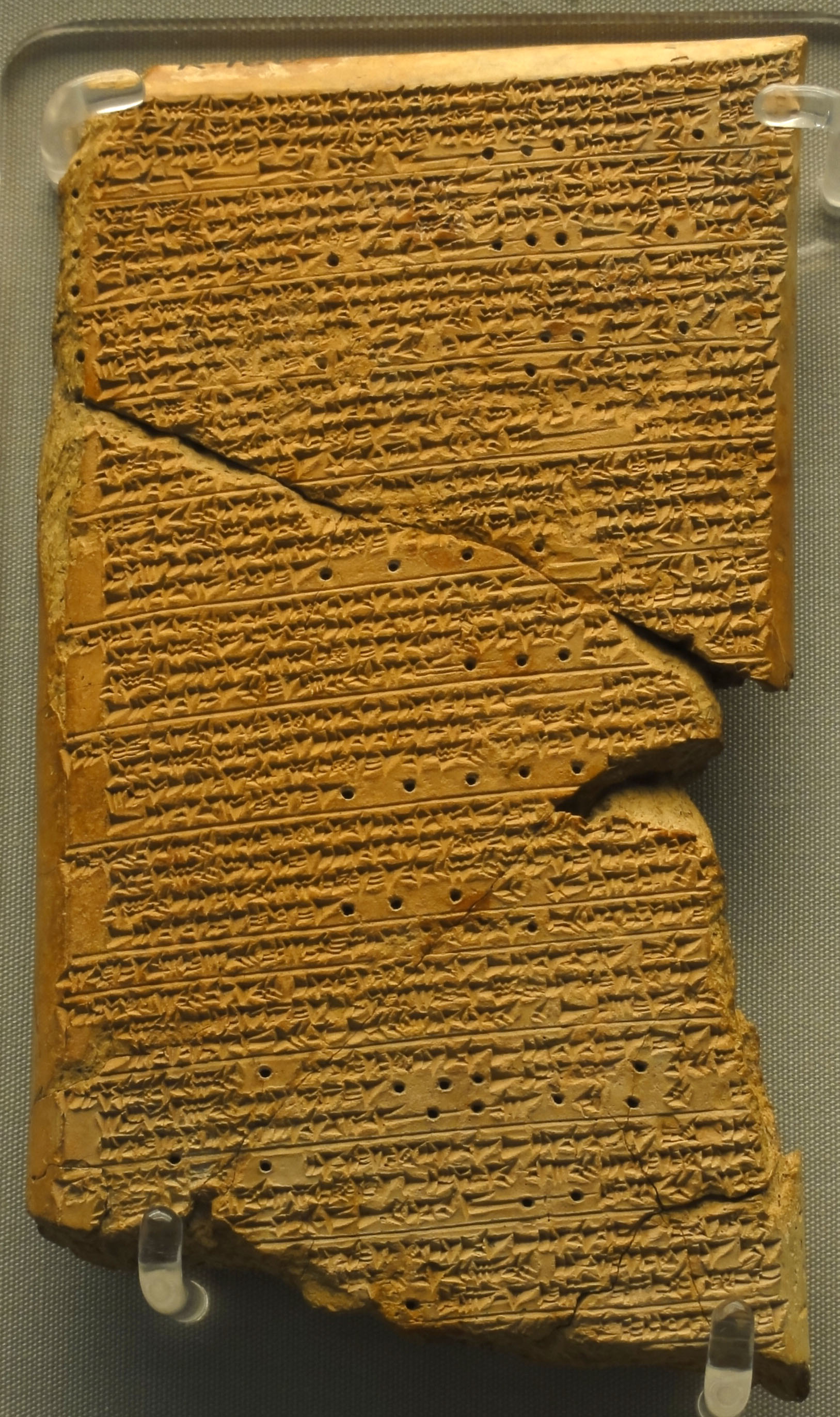
Tablette du traité d'astrologie Enūma Anu Enlil,, Tablette d'Ammisaduqa sur Vénus. Ninive, British Museum.

Les phases anciennes de l'astronomie mésopotamienne sont connues par un nombre limité de textes, pour la plupart datés des derniers siècles du IIe millénaire av. J.-C. et du tout début du Ier millénaire av. J.-C. Ils sont connus essentiellement par des copies plus tardives, les plus anciennes étant celles des bibliothèques de Ninive (VIIIe – VIIe siècle av. J.-C., période dite « néo-assyrienne »). La série astrologique Enūma Anu Enlil (en akkadien, signifiant « Quand Anu et Enlil » : le titre est l’incipit du texte conformément aux habitudes mésopotamiennes) comprenait à l'origine 68 à 70 tablettes, dont seule une partie nous est parvenue, listant des milliers de présages divinatoires, et plusieurs contiennent des informations sur les savoirs astronomiques. La tablette 63, concernant les présages liés à la planète Vénus, ou Tablette d'Ammisaduqa sur Vénus, rapporte des observations sur les périodes de visibilité et d'invisibilité de la planète, censées avoir été faites au XVIIe siècle av. J.-C. sous le règne d'Ammi-saduqa de Babylone. La quatorzième tablette de la série est une autre source importante, puisqu'elle présenterait une forme primitive d'astronomie arithmétique. De la même période datent les premiers exemplaires des textes que les historiens ont qualifiés d'« astrolabes », que les savants mésopotamiens appelaient « douze fois trois » rapportent des positions de planètes, d'astres et de constellations ; ces types de textes ont continué à être écrits et complétés jusqu'à la période néo-assyrienne. Le traité appelé Mul-Apin (en logogrammes sumériens MUL.APIN, « Constellation de la Charrue », là encore son incipit), datée des environs de 1000 av. J.-C., est une version plus développée des astrolabes, ce qui en fait une source majeure pour reconstituer la connaissance et l'organisation de la voûte céleste par les Mésopotamiens.

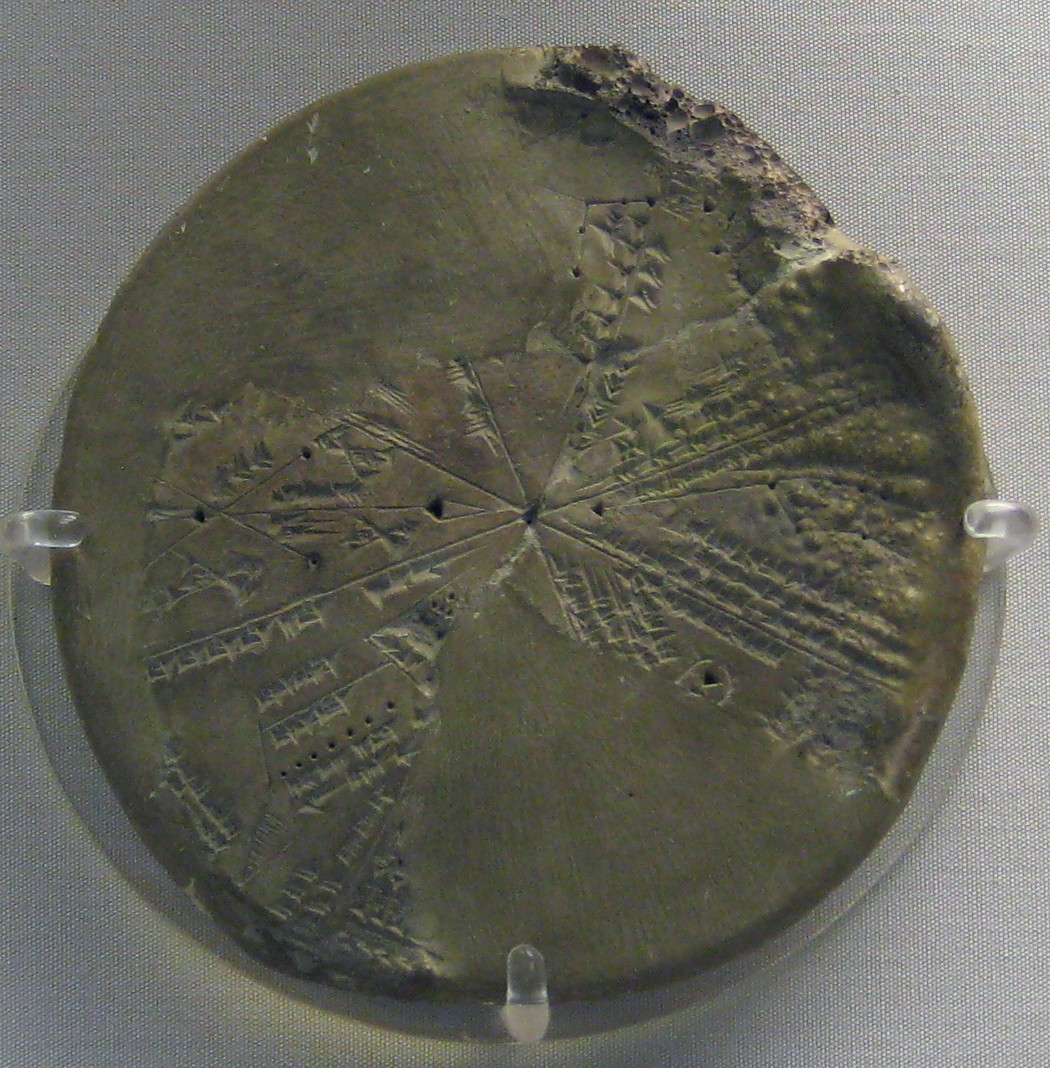
Tablette circulaire représentant un planisphère céleste indiquant la position des constellations observées la nuit du 3 au 4 janvier 650 av. J.C. autour de Ninive : le planisphère est divisé en 8 parties, dans lesquelles sont réparties des constellations. British Museum.

Plusieurs traditions cosmologiques apparaissent dans les textes mésopotamiens, présentant des visions parfois incompatibles. L'Univers est couramment divisé entre le Ciel, la Terre (cette désignation comprenant la surface terrestre et également le monde infernal, souterrain), et l'Abîme, monde des eaux souterraines. Plusieurs textes du Ier millénaire av. J.-C. indiquent qu'il existait une croyance selon laquelle le Ciel était divisé en trois espaces superposés, les astres apparaissant sur le Ciel inférieur. En tout cas, l'observation des principales étoiles visibles dans le ciel apparaît dès le début du IIe millénaire av. J.-C. dans des listes lexicales, textes lexicographiques listant les étoiles les plus visibles et des constellations. Certains astres avaient dès les temps les plus anciens été vus comme des manifestations de certaines divinités, en premier lieu le Soleil (le dieu Utu/Shamash), la Lune (le dieu Nanna/Sîn) et Vénus (la déesse Inanna/Ishtar). Dans l’Épopée de la Création babylonienne (Enūma eliš, datée couramment du XIIe siècle av. J.-C.), le cycle des astres trouve une origine mythologique : le dieu Marduk attribue à chaque dieu une étoile, délimite l'année et les mois, assignant à chaque mois trois étoiles, ordonne leurs mouvements autour de l'étoile polaire, puis assigne au Dieu-Lune Sîn le rôle de marquer les jours dans le mois, avec ses différentes phases. Les textes astronomiques des derniers siècles du même millénaire reflètent et approfondissent cette conception mythologique du découpage du ciel et des cycles astraux. Les astrolabes et Mul-Apin présentent une division tripartite du ciel, découpant la voûte céleste trois « voies » attribuées chacune à un des trois grands dieux de la Mésopotamie ancienne : Enlil pour la bande située au nord de l'équateur céleste, Ea pour celle située au sud de l'équateur, et la voie d'Anu au centre. Dans les astrolabes se retrouve le principe d'assigner trois constellations (une pour chaque voie) à un mois précis, comme dans l’Épopée de la Création, en principe suivant leur lever héliaque, mais en pratique il n'y a pas de correspondance systématique. Les constellations ont reçu des noms qui font le plus souvent référence à des animaux (Crabe, Lion, Scorpion, Serpent, Hirondelles, etc.), au monde agricole (Charrue, Épi, Champs, Joug), des personnages (Journalier, Géant, Vieillard), des objets divers (Arc, Balance), des concepts (Abondance) parfois des divinités (Zababa, Pabilsag), déterminés sans doute en raison de leur forme, et leurs étoiles sont nommées suivant leur position dans ce dessin céleste (« croupe du Lion » pour θ et δ Leonis, « tige de l’Épi » pour α Virginis, la « Flèche » Sirius, située au bout de l'Arc qui correspond en gros au Grand Chien et à une partie de la Poupe). Elles sont identifiées assez précisément car elles correspondent souvent aux constellations héritées des Grecs (le Lion, l'Aigle, le Taureau céleste) même s'il reste des doutes sur le tracé de certaines qui ne correspondent pas aux nôtres (deux constellations, l'Hirondelle et les Queues, correspondent à nos Poissons). Chacune de ces constellation est par ailleurs associée à une divinité, comme le veut l’Épopée de la Création. Elles sont réparties entre les trois voies célestes en général en fonction de l'endroit où leur lever apparaît, et sont listées d'est en ouest ; mais la répartition géographique des astres entre les trois voies est dans plusieurs cas assez approximative, semblant aussi répondre à des considérations mythologiques, à savoir la relation entre les divinités associées à ces astres et celle qui patronne la voie dans laquelle elles sont rangées ; qui plus est, les planètes, astres errants, sont également incluses dans la classification. C'est en tout cas le premier système de classement des étoiles dans l'espace céleste qui soit connu, qui démontre par ailleurs que le moment du lever héliaque des principales étoiles était connu. 
D'autres textes évoquent des « cordes » (GU), peut-être des sortes de méridiens, le long desquelles sont réparties les étoiles. Mul-Apin définit également une « voie de la Lune », qui est une forme primitive du zodiaque, puisqu'elle est tracée suivant les 17 ou 18 constellations qui entrent en conjonction avec la Lune durant l'année, et que le trajet apparent de la lune dans le ciel correspond en gros à celui du Soleil, l'écliptique, qui devait servir pour déterminer les 12 constellations du zodiaque. Les étoiles « fixes » les plus visibles et les constellations situées dans le voisinage de l'écliptique purent alors servir de point de repère pour décrire la position des astres errants. 
L'observation des étoiles, au début surtout cantonnée aux phénomènes qui se passent au niveau de l'horizon ou à proximité, s'améliore également dans Mul-Apin et des textes du début du Ier millénaire av. J.-C. qui s'intéressent à des étoiles situées plus haut dans le ciel, « culminantes » (ziqpu), situées dans la voie d'Enlil, et leurs passages au zénith. Ces étoiles ont souvent servi de point de repère pour mesurer le passage du temps la nuit, des intervalles de temps étant définis par le franchissement du méridien céleste par deux de ces étoiles ; de ce fait, elles restent importantes dans les textes d'observation jusqu'aux derniers temps de l'observation astronomique.
Mul-Apin, les astrolabes récents et la série astrologique Enūma Anu Enlil offrent les premiers exemples d'une tentative, certes rudimentaire, d'analyser la périodicité des phénomènes célestes, avant tout ceux concernant la Lune, objet d'étude important parce que la nouvelle lune détermine le début du mois en Mésopotamie, et que les éclipses lunaires sont considérées comme des présages de premier ordre. Les questions de temporalité occupent une place importante dans la première, qui comprend des tablettes sur l'utilisation du gnomon (qui sert pour créer un cadran solaire) et de la clepsydre pour calculer le passage du temps, sur les mesures des durées du jour et de la nuit, donnée importante dans les observations célestes. Parmi les listes d'étoiles que comprend ce texte, on en trouve une organisée sous la forme d'un calendrier (approximatif) des dates des levers héliaques de constellations, une autre donnant des couchers et levers héliaques de constellations observés simultanément. Les tablettes 21 et 22 d’Enūma Anu Enlil témoignent du fait que leurs rédacteurs avaient déjà établi que les éclipses lunaires et solaires se produisaient en gros à des intervalles de six mois ou d'un multiple de six mois. La tablette de Vénus comprend un passage qui donne la première tentative connue de déterminer la période synodique moyenne d'une planète, puisqu'elle donne une vague estimation de celle de Vénus (587 jours alors qu'en réalité il s'agit d'un peu plus de 583). La tablette 14 comprend quant à elle des tables arithmétiques visant à déterminer la durée des visibilités de la lune et la durée du jour et de la nuit. Celle donnant la durée qui sépare le coucher du Soleil et de la Lune chaque premier du mois et le lever du Soleil et de la Lune le quinze de chaque mois fournit le premier cas connu d'une fonction arithmétique linéaire « en zigzag », comme on en retrouve dans l'astronomie mathématique de la fin du Ier millénaire av. J.-C. Mais ce modèle est très peu précis, reposant sur une conception rigide du mois comme constitué de 30 jours alors que le cycle moyen de la Lune est moins long. Les textes astronomiques de cette période utilisent constamment ce calendrier « idéal » d'une année de 360 jours avec des mois de 30 jours, ce qui semble limiter fortement leur efficacité prédictive, à moins qu'il ne s'agisse d'une simplification employée afin de faciliter les calculs, et qui devait ensuite être ajustée en fonction de la durée observée des mois et des années. Les connaissances des cycles des astres qui apparaissent dans ces textes pourraient en fait s'expliquer avant tout par une optique astrologique : mieux connaître les rythmes normaux des astres pour mieux comprendre les signes célestes que sont les phénomènes astraux. Quoi qu'il en soit, les contenus des différents textes relevant des sciences astrales et leurs évolutions sont interdépendants.

### La divination par l'observation des phénomènes célestes
La divination occupe une place majeure dans les pratiques religieuses de la Mésopotamie antique, car elle est un moyen essentiel de communiquer avec le divin, par l'interprétation de présages apparaissant sous différentes formes (phénomènes naturels, mouvements des astres, forme d'un organe comme le foie et les entrailles d'un agneau, dans un rêve, etc.) avant tout pour connaître les événements susceptibles de survenir dans un futur proche et de prendre les mesures appropriées (surtout par des prières et des rituels magiques) pour assurer un futur favorable. La divination est surtout documentée dans le milieu des cours royales, où ses résultats sont pris en compte dans les prises de décisions majeures (politiques, religieuses, militaires, diplomatiques). Les rituels divinatoires sont alors accomplis par des lettrés qui ont reçu une éducation poussée et comptent parmi les dignitaires les plus importants du palais et des temples. L'hépatoscopie, divination par la lecture du foie des animaux, est traditionnellement l'activité divinatoire privilégiée des cours mésopotamiennes du IIe millénaire av. J.-C. L'astrologie est moins développée et concernée surtout par des prédictions sur les éclipses lunaires si on en juge par des tablettes de la première moitié du IIe millénaire av. J.-C., et connaît un essor à la fin du millénaire comme en témoigne Enūma Anu Enlil. Puis à partir de l'époque de l'empire assyrien (IXe – VIIe siècle av. J.-C.) elle prend une place majeure.

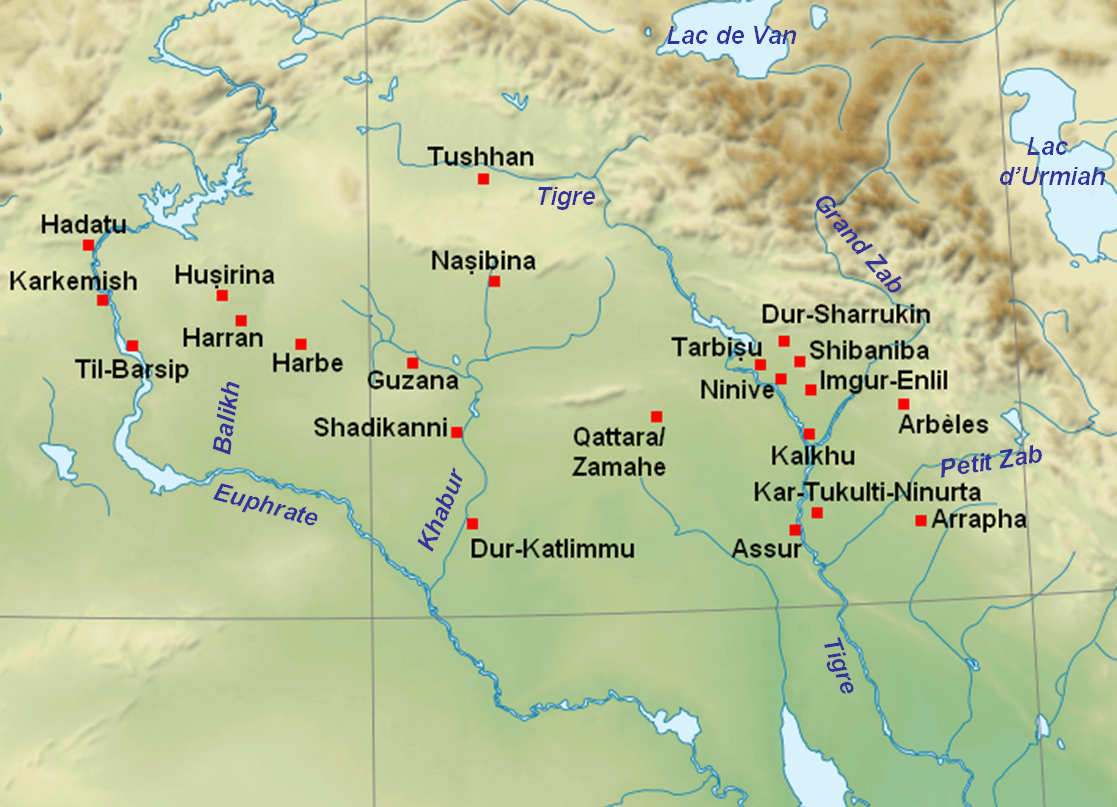
Localisation de Ninive et des principales villes assyriennes.

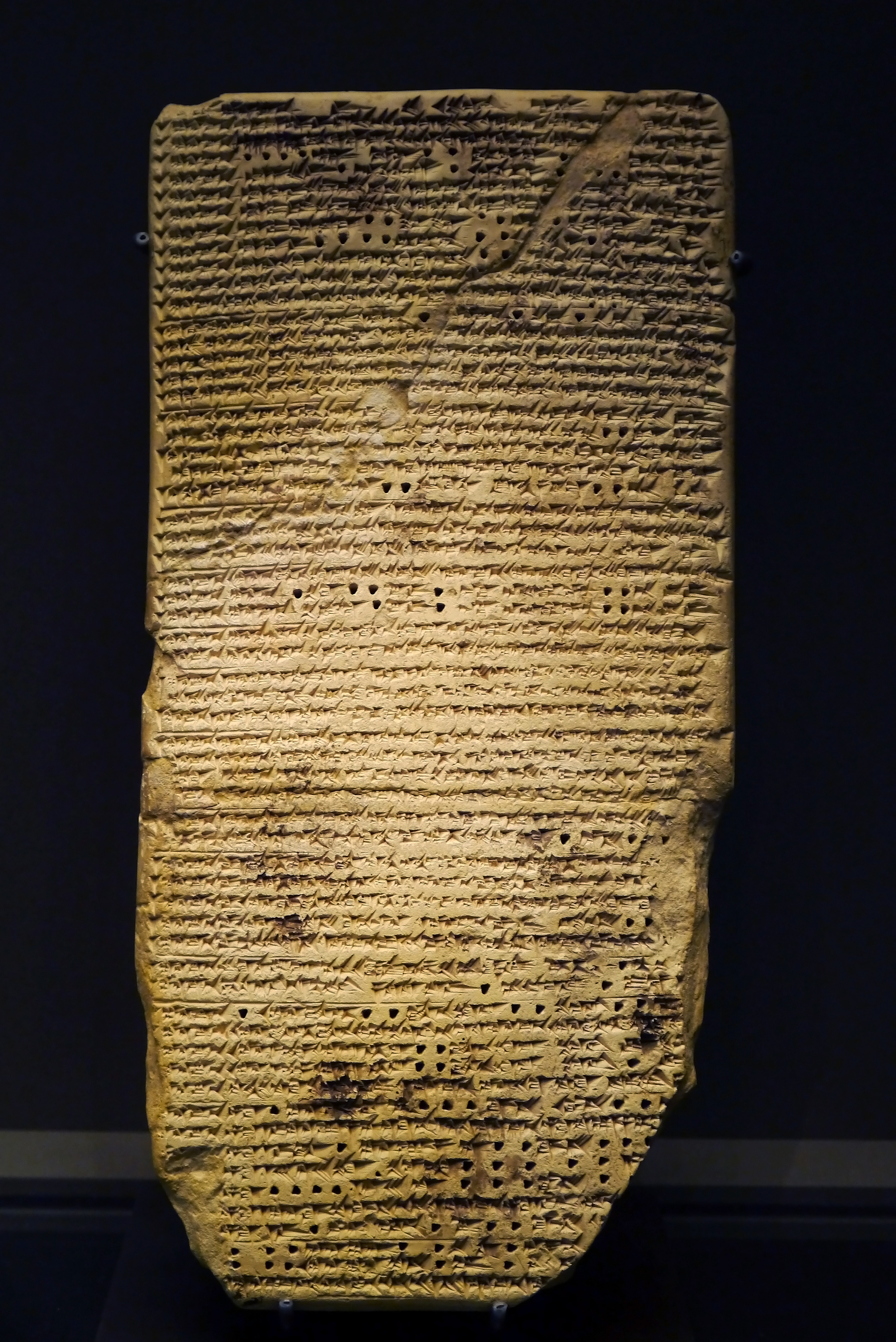
Tablette du traité d'astrologie Enūma Anu Enlil, : présages tirés de l'observation des astres errants (bibbu). Uruk, Musée du Louvre.

Les archives de Ninive, la dernière capitale assyrienne, sont une source essentielle pour la connaissance de cette science astrale, puisqu'on y a découvert plusieurs exemplaires de la série Enūma Anu Enlil, traité qui fournit l'essentiel de nos connaissances sur l'approche théorique de l'astrologie, et la correspondance entre les souverains (essentiellement Assarhaddon et Assurbanipal) et les lettrés de la cour et des temples des grandes villes assyriennes et aussi babyloniennes, qui comprend de nombreux rapports (u'ilātu) au sujet d'observations astrologiques, essentiels pour connaître la pratique de l'astrologie, très peu documentée par ailleurs. En effet, les savants mésopotamiens occupent des fonctions sacerdotales : ils sont prêtres (ērib bīti), lamentateurs (kalû), exorcistes (āšipu), devins spécialisés dans l'hépatoscopie (bārû). Apparaissent également pour la première fois à cette période des spécialistes de l'astrologie, désignés comme des « scribes d’Enūma Anu Enlil » (ṭupšar Enūma Anu Enlil), titre tiré de la série canonique d'astrologie, qui est une référence couramment citée dans les rapports d'astrologues au roi. Les mieux connus sont Ishtar-shuma-eresh et Balasî, ce dernier étant un des principaux conseillers lettrés d'Assarhaddon et un précepteur d'Assurbanipal, et Bêl-ushezib, astronome babylonien au service d'Assarhaddon. En fait, ces désignations ne cantonnent pas ceux qui en sont affublés à une seule activité rituelle, puisqu'on trouve parmi chacune de ces spécialités des personnes participant aux observations astrologiques, ainsi qu'un dignitaire civil, le « chef des scribes » (rabi ṭupšarri), à une époque antérieure (sous Sargon II à la fin du VIIIe siècle av. J.-C.). Les lettres révèlent du reste que les scribes d'Enūma Anu Enlil accomplissent des rituels apotropaïques pour contrer un présage néfaste.
Les rapports d'observation sont en général très laconiques, comme ceux qui suivent :

« Au roi, mon seigneur : (ainsi parle) ton serviteur Nabû'a. Puissent Assur, Shamash, Bêl et Nabû bénir le roi, mon seigneur, et faire en sorte que le roi, mon seigneur, réalise son désir ! Nous avons gardé la veille. Le quatorzième jour, la Lune et le Soleil se sont vus (la pleine lune). » 
« Au Roi, mon seigneur : (ainsi parle) le chef du collège des dix (scribes) d'Arbèles. Que le Roi, mon seigneur, soit en bonne santé ! Puissent Nabû et Marduk bénir le Roi, mon seigneur ! Une éclipse (de la Lune) est survenue le quatorzième jour du mois de Sivan (III), durant la veille du matin. »

— Rapports d'observation astronomiques au roi d'Assyrie.
Les interprétations peuvent aller jusqu'à un haut degré de précision, comme dans ce cas où Bêl-ushezib prodigue des conseils de stratégie et tactique militaire après l'analyse de présages astraux :

« Au Roi des pays, mon seigneur : ton serviteur Bel-ushezib (parle) : Que Bêl, Nabû et Shamash bénissent le Roi, mon seigneur !
Si une étoile éclaire comme une torche depuis l'est et s'établit à l'ouest : l'armée principale de l'ennemi sera en déroute. 
Si un éclat lumineux apparaît et apparaît encore au sud, fait un cercle, et fait à nouveau un cercle, s'arrête et à nouveau reste arrêté, puis se ternit et se ternit à nouveau, et se disperse : (alors) le souverain va capturer de nombreux biens lors de son expédition.
 Si le Roi a écrit à son armée : « Envahissez le pays des Mannéens », l'armée entière ne devrait pas envahir, (seules) la cavalerie et les troupes professionnelles devraient envahir. Les Cimmériens qui ont dit : « Les Mannéens sont à votre merci, nous resterons à l'écart » - peut-être est-ce un mensonge ; ce sont des barbares qui ne reconnaissent ni serment prêté aux dieux, ni traité. Les chars et chariots devraient rester cote-à-cote dans la passe, alors que la cavalerie et les troupes professionnelles devraient envahir et piller les campagnes du pays des Mannéens et revenir prendre position dans la passe. Si, après avoir pénétré et pillé plusieurs fois la campagne ennemie, les Cimmériens n'ont pas avancé face à eux, alors l'armée (entière) peut entrer et se lancer à l'assaut des villes du pays des Mannéens.
 Bêl (a ordonné) la destruction des Mannéens et pour la seconde fois de les (livrer) aux mains du Roi, mon seigneur. Si ce quinzième jour (du mois) la Lune (est vue) avec le Soleil (pleine lune), (alors) ce sera (un présage) à propos d'eux, (indiquant) que les Cimmériens vont se tenir à l'écart d'eux et que (...) sera conquis. 
J'écris au Roi, mon seigneur, sans connaître rien de la sortie et de l'entrée vers ce pays. Le seigneur des rois devrait demander à un expert de ce pays, et le Roi devrait (alors) écrire à son armée ce qu'il estime le mieux. »

— Extrait d'une lettre de Bêl-ushezib au roi Assarhaddon.
Les observations et interprétations des spécialistes peuvent être divergentes, et susciter des querelles comme celle qui ressort de cette lettre :

« Au Roi, mon seigneur : (ainsi parle) ton serviteur Nabû-ahhe-eriba. Que le Roi, mon seigneur, soit en bonne santé ! Que Nabû et Marduk bénissent le Roi, mon seigneur !
Celui qui a écrit au Roi, mon seigneur : « La planète Vénus est visible, elle est visible le mois Adar (XII) » est un homme vil, un ignorant, un perfide ! Et celui qui a écrit au Roi, mon seigneur : « Vénus se [...] lève dans la constellation du Bélier » ne dit pas (non plus) la vérité. Vénus n'est pas encore visible !
Pourquoi quelqu'un envoie un tel (rapport) de manière trompeuse au Roi, mon seigneur ? « Vénus est stable le matin » : (cela) signifie « matinée ». (...) Mais Vénus n'est pas visible présentement.
Qui est cette personne qui écrit des rapports de manière aussi trompeuse au Roi, mon seigneur ? Demain on devrait me laisser les inspecter, tous jusqu'au dernier. »

— Lettre de Nabû-ahhe-eriba à Assarhaddon.
L'astrologie mésopotamienne, telle qu'elle apparaît dans Enūma Anu Enlil, est le domaine de la divination concernée par les présages célestes, donc l'étude des mouvements des astres « errants » (la Lune, le Soleil, les planètes, les comètes, les étoiles filantes), des phénomènes météorologiques, mais aussi des phénomènes naturels comme les tremblements de terre. Pour ce qui concerne la divination astrale à proprement parler, on a pu la présenter comme une discipline visant à déchiffrer les mouvements astraux comme une forme d'« écriture céleste », par laquelle les dieux transmettent des messages aux hommes, qu'ils doivent interpréter. Elle repose sur les savoirs tirés de l'observation astronomique régulière, puisqu'un de ses principes fondamentaux est que les phénomènes réguliers sont des présages fastes, suivant le cycle fixé par les dieux lors de la création de l'Univers, tandis que les écarts à cette régularité (si un astre est en avance ou en retard par rapport à son cycle normal, ou bien dévie de sa trajectoire normale) sont plutôt vus comme des présages néfastes. Un mois de 30 jours est vu comme normal et positif, s'il fait une autre durée cela est jugé anormal donc négatif. Il était donc crucial dans cette optique de mieux connaître le rythme « normal » des astres, qui était encore mal compris. La divination astrale fait surtout appel à un ensemble de principes symboliques reliant le signe annonciateur et le message annoncé. Elle passe par un effort spéculatif très poussé, procédant de manière méthodique et systématique, recherchant la complétude en envisageant un maximum de présages possibles, qui pousse les savant à imaginer des cas illogiques et irréalistes (apparition du Soleil en pleine nuit, éclipse lunaire survenant à un moment du mois où ce n'est pas possible, etc.). Les éclipses sont des événements majeurs, les éclipses lunaires étant généralement vues comme négatives, même si cela pouvait varier suivant le moment auquel elles se produisaient, et de la partie de la Lune qui était obscurcie en cas d'une éclipse partielle. La surface visible du satellite avait en effet été divisée en quartiers auxquels étaient associés des présages différents. Les différents astres étaient aussi porteurs de différents types de présages, notamment en fonction de la divinité à laquelle ils sont associés : Mars, la planète du dieu Nergal, maître des épidémies, annonce ce type de calamité ; Jupiter, la planète du dieu souverain Marduk, transmet des messages concernant le destin du roi, du royaume et du monde habité. La Lune est néanmoins l'astre le plus scruté. La position dans le ciel est déterminante, puisque cela détermine si le présage vaut pour le royaume ou pour ses ennemis, ce qui est positif pour l'un étant négatif pour l'autre. L'astrologie implique donc une observation et une analyse constante des mouvements des astres dans le ciel nocturne, en particulier au moment de leurs apparitions, disparitions, ou changements de formes et de trajectoires, ce qui mobilisait chaque nuit de nombreux devins qui rapportaient leurs observations et interprétations aux rois, étant parfois divisés sur le sens des présages. L'astrologie était en tout cas vue comme primordiale pour la destinée du royaume, ses présages étant en général consacrés à celui-ci et au souverain. Les présages néfastes nécessitaient souvent l'accomplissement d'un rituel d'exorcisme afin d'annuler le futur négatif. Le plus important en Assyrie était le rituel du « substitut royal » : après un présage annonçant la mort du roi, il était remplacé temporairement par un substitut, une personne du commun, qui prenait sur elle la malédiction, le roi reprenant son rôle une fois que les présages étaient fastes.
Pour ce qui concerne le savoir astronomique, il est indéniable que cette astrologie a joué un grand rôle dans le développement d'observations régulières et de plus en plus poussées, étant un facteur de progrès dans la connaissance des phénomènes astraux, et de leur périodicité, et il semble bien que les connaissances astronomiques des savants assyriens du VIIe siècle av. J.-C. aient été plus avancées que celles des rédacteurs d’Enūma Anu Enlil. En retour la meilleure connaissance des astres faisait évoluer la divination céleste. Il a aussi pu être avancé que la tentative de prévoir les mouvements célestes pourrait avoir été motivée par la volonté d'anticiper les signes néfastes, en particulier chez des astrologues souhaitant prévenir le roi de ce signe avant leurs collègues pour renforcer leur prestige. C'est en tout cas dans ce contexte que se met en place en Babylonie l'habitude de rédiger des rapports réguliers d'observations, probablement sous le règne de Nabonassar (en 746 av. J.-C.), même si le plus ancien exemplaire est daté d'un siècle plus tard (651 av. J.-C., ce qui correspond au règne d'Assurbanipal), annonçant les évolutions qui allaient progressivement faire basculer les sciences astrales mésopotamiennes dans une nouvelle ère.

## Les sciences astrales mésopotamiennes de la seconde moitié duIermillénaireav. J.-C.

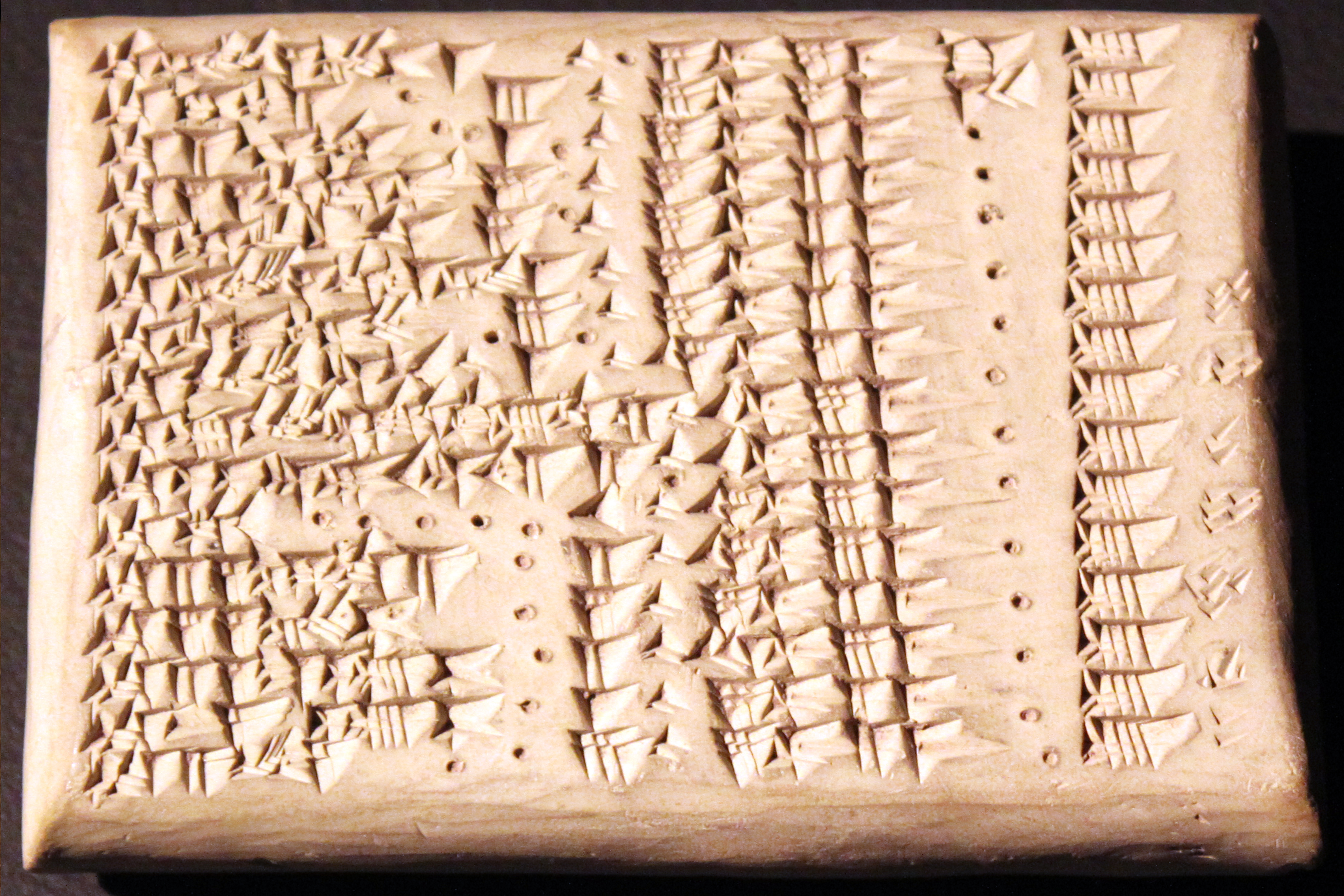
Liste d'étoiles « culminantes » (ziqpu). Uruk, période séleucide. Pergamon Museum.

À partir de la période néo-assyrienne (VIIIe – VIIe siècle av. J.-C.), la production écrite en matière d'astronomie et d'astrologie avait donc connu un essor remarquable dans les centres intellectuels mésopotamiens. L'observation continue du ciel durant la nuit par des générations de savants avait conduit à l'accumulation d'une masse de données considérable et une meilleure connaissance de la périodicité des phénomènes astraux. Autour du milieu du Ier millénaire av. J.-C. ou un peu avant, les sciences astrales mésopotamiennes connurent de grands changements, visibles dans la documentation des périodes achéménide (539-331 av. J.-C.), séleucide (hellénistique, 331/311-141 av. J.-C. pour la Mésopotamie) et parthe (141 av. J.-C.-224 ap. J.-C.). Un nouveau paradigme émergea, tourné vers la prédiction des phénomènes astraux, reposant sur la compilation systématique des observations astronomiques, la quantiﬁcation des données, afin de prédire la récurrence et la périodicité des phénomènes observés, s'appuyant notamment sur une astronomie mathématique permettant d'obtenir des prédictions plus fines. Ce fut là la principale réussite scientifique de l'astronomie mésopotamienne, et la manifestation la plus claire de la vitalité de la vie intellectuelle de la Babylonie tardive.
Les observations et prédictions concernaient avant tout la Lune : sa période synodique ainsi que sa période anomalistique (qui correspondent à la longueur du mois), et les syzygies (conjonctions ou oppositions entre le Soleil, la Terre et la Lune), à savoir la nouvelle Lune (qui marque le début du mois), les pleines Lunes, et les éclipses (particulièrement importantes dans la divination). Les principaux phénomènes que les textes cherchent à noter et prévoir concernant les planètes reprenaient les mêmes principes mais sont plus simples. Il s'agit de leurs périodes synodiques, de leurs trajectoires, de leurs levers et couchers, ainsi que de leur vélocité apparente. Comme elles ont des orbites elliptiques autour du Soleil, l'excentricité fait que vues de la Terre elles ont une vitesse variable suivant la partie du ciel où elles sont. Les planètes inférieures (Mercure et Vénus), situées entre le Soleil et la Terre, ne sont visibles qu'au matin et au soir et non pas au milieu de la nuit, et leurs apparitions à ces deux moments sont scrutées, de même que leurs élongations, distances maximales par rapport au Soleil. Les planètes supérieures (Mars, Jupiter et Saturne) peuvent quant à elles se trouver en opposition (elles sont à l'opposé du Soleil par rapport à la Terre) et sont alors plus brillantes ; leur trajet apparent comprend également des mouvements rétrogrades qui sont scrutés, ainsi que les moments des points stationnaires précédant ces changements. 
Ces découvertes trouvèrent une application pratique en faisant progresser la science des calendriers et du découpage du temps en déterminant avec plus de précisions la durée des mois et des années. Elles accompagnèrent également une évolution de la divination céleste, puisque l'astrologie dominante à la période précédente fut concurrencée par une nouvelle reposant sur les horoscopes, plus individualiste et reprenant les acquis de l'astronomie prédictive. C'est du reste vers cette période que l'astronomie semble devenir la forme dominante de divination, ce qu'elle est encore de nos jours.

### Typologie des textes astronomiques
Si les sources précédentes sont connues des savants du Ier millénaire av. J.-C., ceux-ci élaborent de nouveaux types de textes à partir des VIIIe – VIIe siècle av. J.-C., connus désormais par environ 1 400 textes. Alors que les textes astrologiques proviennent essentiellement de sites assyriens (Ninive surtout), les textes plus récents proviennent de deux sites de Mésopotamie méridionale qui ont livré une abondante documentation pour les périodes hellénistique et parthe (IVe – IIe siècle av. J.-C.) : Babylone et secondairement Uruk. Les textes astronomiques les plus courants de cette époque tardive ont fait l'objet d'un classement typologique élaboré en premier par A. Sachs, qui distingue cinq types de textes, en terminologie moderne : les rapports réguliers, les Goal-Year Texts, les almanachs, almanachs d'« étoiles normales » et les éphémérides. Le dernier type est de l'astronomie prédictive mathématique, tandis que les quatre autres sont « non-mathématiques », contenant des observations et des prédictions (les rapports réguliers et les Goal-Year Texts) ou uniquement des prédictions (les deux types d'almanachs). Les savants mésopotamiens avaient manifestement leur propre classification qui devait plus ou moins recouper la terminologie moderne.

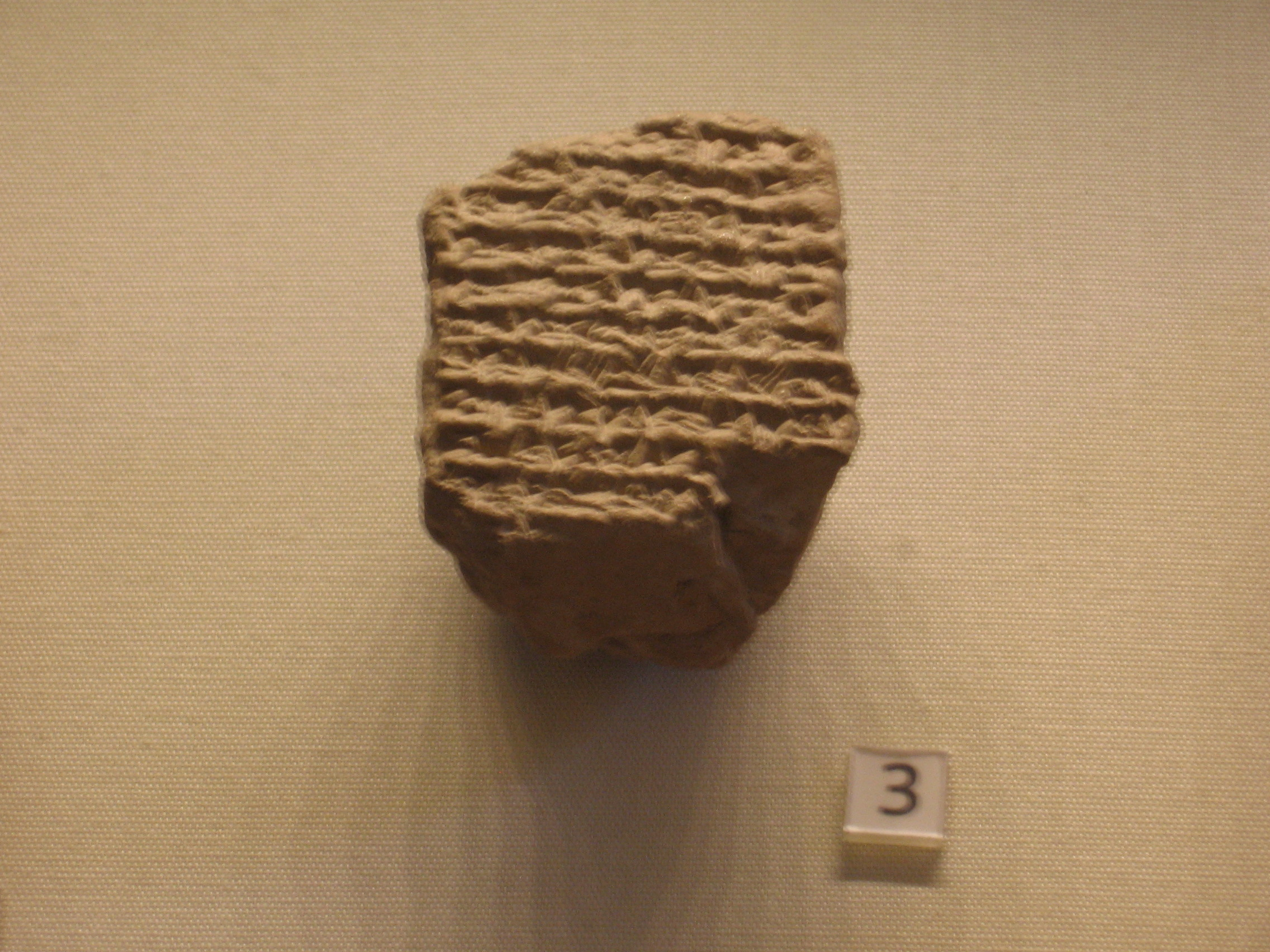
Rapport d'observation régulière daté de 323-322 av. J.-C., mentionnant la mort d'Alexandre le Grand. British Museum.

Les rapports d'observation astronomique (« observation régulière », naṣāru ša ginê en akkadien ; Diairies dans la terminologie en anglais) sont des documents collectant pour six (ou sept) mois sur une année donnée les événements lunaires, solaires, planétaires, météorologiques : premières visibilités de la Lune, les durées des mois lunaires, les éclipses éventuelles, le lever des planètes, leur trajet dans le ciel par rapport aux étoiles dites « normales » (Normal Stars), les solstices et équinoxes, les levers et couchers héliaques de Sirius. On y trouve aussi des données économiques (le prix des denrées de base), politiques (événements notables), le niveau des eaux des fleuves, etc. Ces textes, constituant au total une masse de données considérable puisqu'ils ont été rédigés peut-être dès le règne de Nabonassar de Babylone (milieu du VIIIe siècle av. J.-C.), assurément dès le milieu du VIIe siècle av. J.-C., date du plus ancien exemplaire connu, et jusqu'en 60 av. J.-C. au moins. On a débattu de la fonction de ces documents, qui n'est toujours pas claire : ils ont pu être rédigés pour servir de « base de données » pour l'astronomie prédictive arithmétique, certains phénomènes présents dans ces rapports étant le résultat de prévisions et non d'observations ; mais leur usage comme base de données pour l'astrologie est aussi envisageable, notamment parce que la mise en corrélation de phénomènes astraux et sociaux ressemble à la pratique divinatoire, qui procède souvent par recherches empiriques,.

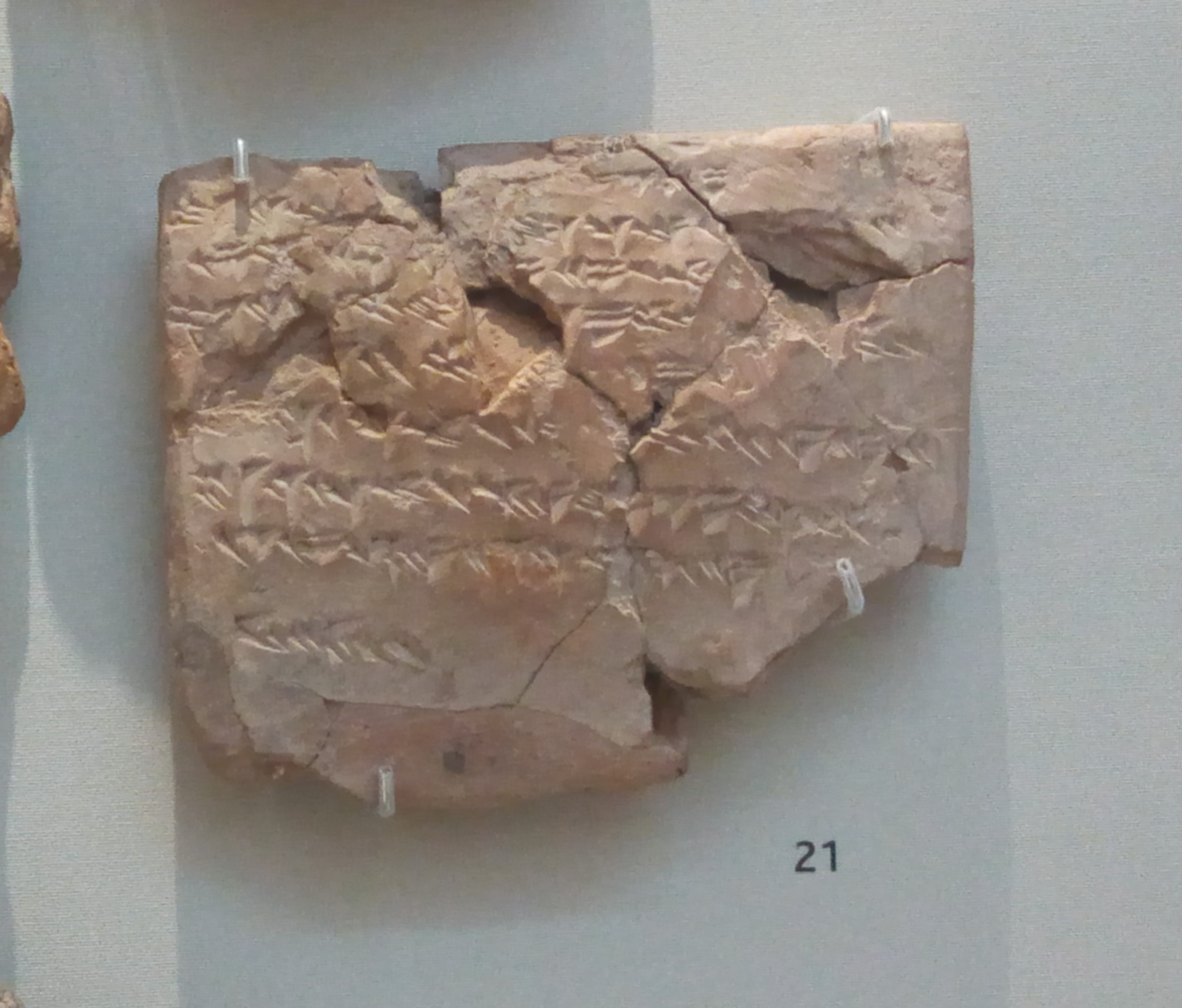
Rapport de type « almanach ». Babylone, 61 ap. J.-C. British Museum.

Les « almanachs » (sans doute les « mesures », mešhi, dans la terminologie akkadienne) sont une autre forme de rapport d'observation, rapportant les positions d'un astre dans le ciel pendant une période d'une année (12 ou 13 mois). Une première forme localise les astres en fonction de leur position dans le zodiaque, tandis qu'une seconde rapporte leurs conjonctions avec les étoiles normales (Normal Stars Almanachs), mentionnant notamment leurs déplacements (leurs entrées dans un signe zodiacal ou à proximité d'une étoile calculable). Les exemplaires connus sont datés entre 262 av. J.-C. et 79/80 ap. J.-C.,

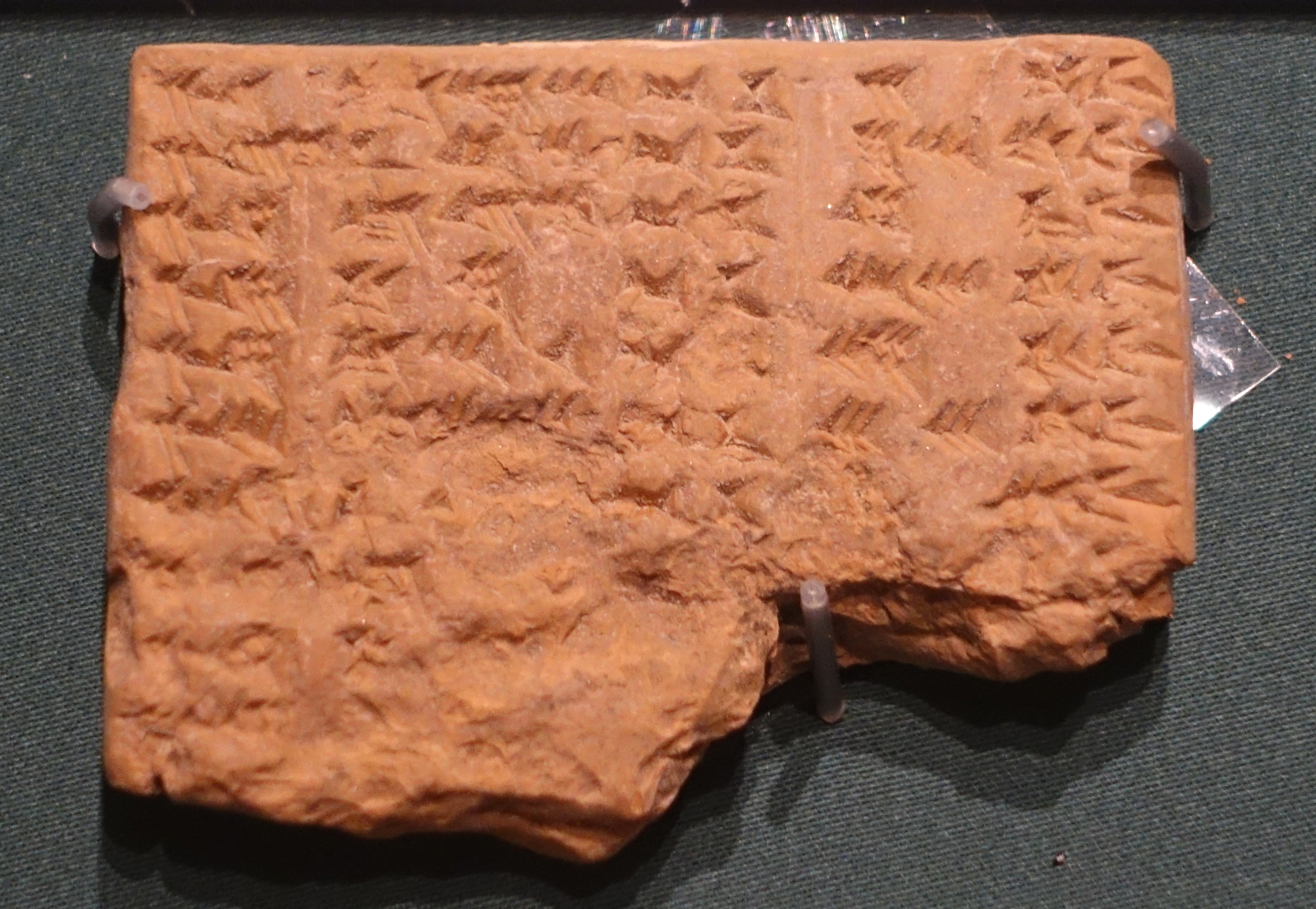
Tablette de type Goal-Year Text rapportant les apparitions de Vénus le soir durant 24 ans. Musée de l'Oriental Institute de Chicago.

Les « Goal-Year Texts », remontant au moins au milieu du IIIe siècle av. J.-C., présentent pour une année donnée les phénomènes prévus affectant un astre précis, établis à partir des observations des années précédentes qui sont rapportés sur le document. Ils indiquent une bonne maîtrise du caractère cyclique des phénomènes observés, puisque les périodes de référence sont calculées au cas par cas par astres en fonction de leurs périodes synodiques propres, et un stade avancé de l'astronomie prédictive,.
Une autre catégorie majeure de documents astronomiques cunéiformes sont les « éphémérides » (akkadien tērsītu ?), qui documentent l'essor et l'apogée de l'astronomie prédictive mathématique. Il s'agit de tables dont les colonnes rapportent les dates ou positions (dans le zodiaque) de phénomènes périodiques lunaires ou planétaires donnés (nouvelles lunes, éclipses, levers et couchers de planètes, points stationnaires, etc.), employant deux systèmes de modèles différents pour le calcul des déplacements (une progression par paliers à différentes vitesses pour le système A, une progression linéaire à vitesse constante pour le système B). Un autre type de texte documentant l'astronomie mathématique sont les « textes de procédure », décrivant les méthodes de calcul employées pour les éphémérides, est encore mal connu,,.
D'autres textes, inclassables dans les catégories ci-dessus, concernent des phénomènes lunaires et planétaires, en particulier des observations et prédictions d'éclipses lunaires et solaires, notamment des textes théoriques sur le cycle du saros.
Un classement plus complet des textes astronomiques-astrologiques élaborés et/ou recopiés par les spécialistes de cette période distingue quatre grandes groupes de textes : l'observation astronomique (rapports d'observation, almanachs), l'astronomie mathématique (textes de procédure, tables telles que les tables synodiques et tables de mouvements quotidiens), l'astrologie zodiacale (horoscopes, calendriers), et l'astrologie prédictive traditionnelle qui ne disparaît pas (série Enūma Anu Enlil et ses commentaires).

### Les spécialistes

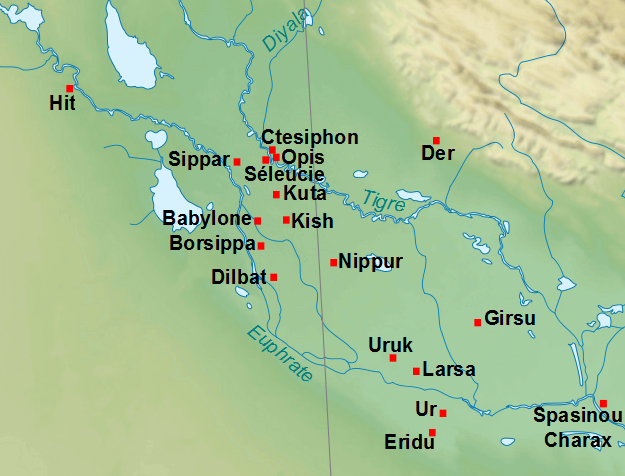
Les principales villes de la Babylonie tardive.

Les catégories de lettrés de la première partie du Ier siècle av. J.-C. se retrouvent dans les centres intellectuels de la Babylonie de la seconde moitié du Ier millénaire av. J.-C.. Les savants sont alors situés dans la mouvance des temples et n'ont plus que des rapports distants avec les souverains, désormais perses puis grecs et généralement établis en dehors de Mésopotamie. Les archives des bibliothèques des temples et des savants de Babylone et d'Uruk sont les sources principales sur ce milieu intellectuel. C'étaient alors des principaux foyers de la culture savante mésopotamienne, aux côtés d'autres comme Sippar, Nippur ou Borsippa qui ont livré peu de documentation astronomique (mais Borsippa est mentionnée par les auteurs grecs comme un centre intellectuel des « Chaldéens »), et aussi des derniers, puisque les plus récents documents cunéiformes exhumés sont des rapports d'observation de type « almanach ». 
Là encore, les sciences célestes ne sont pas exclusivement exercées par des scribes d’Enūma Anu Enlil, et on trouve des personnes portant ce titre conjointement à un autre, par exemple Iqisha à Uruk, membre de l'illustre famille des descendants d'Ekur-zakir, qui est aussi exorciste. Ce personnage dispose dans sa librairie de traités divinatoires, pas seulement astrologiques, des manuels d'exorcisme, des listes lexicales, et aussi des textes astronomiques (une éphéméride), rédigeant lui-même des tablettes astronomiques. Les textes astronomiques de Babylone, qui constituent la grande majorité de la documentation de la période, sont probablement issus de la bibliothèque du temple du dieu Bel-Marduk, l'Esagil, qui devait avoir un fonds astrologique/astronomique important. Un texte tardif rapporte une décision du collège du temple de nommer un scribe d’Enūma Anu Enlil, Bêl-usurshu, dont le père occupait déjà la fonction dans le temple, et de lui attribuer un revenu ; il avait dû pour cela faire montre de ses capacités, donc de l'éducation qu'il avait reçu en sciences astrales, et en échange on attendait de lui qu'il produise en collaboration avec d'autres scribes d'Enūma Anu Enlil du temple des rapports d'observation (naṣāru), almanachs (mešhi) et éphémérides (tērsītu). Les exemples d'Uruk et de Babylone illustrent donc la polyvalence des lettrés, et le fait qu'il n'est pas pertinent d'opposer la pratique de l'astrologie et celle de l'astronomie, qui sont le fait des mêmes personnes. Les spécialistes des sciences astrales de cette période sont de plus sans doute aussi bien capables de rédiger et d'analyser des textes d'observation astronomique que d'astronomie mathématique. Ils forment au niveau local un réseau de spécialistes interagissant afin de conduire leurs activités savantes. Leurs finalités semblent diverses, avant tout pratiques : Iqisha mentionné plus haut pourrait avoir un intérêt dans l'astronomie pour ses activités d'exorcisme-médecine, tandis qu'un autre spécialiste d'Uruk, Anu-Belshunu, semble plutôt tourné vers la réalisation d'horoscopes. Mais la possibilité que ces spécialistes aient un intérêt plus large pour l'activité intellectuelle et la recherche du savoir pour lui-même ne peut être exclu.

« [Datation manquante] le préposé de l'Esagil et les Babyloniens de l'assemblée de l'Esagil ont tenu conseil ensemble et parlé ainsi : Le 15e jour du mois Tebet, l'année 129 (de l'ère arsacide), qui est l'année 193 (de l'ère séleucide) (119 av. J.-C.), nous avons couché par écrit un mémorandum concernant nos tenures communes (afin qu')une mine d'argent en unités de Babylone et les terres arables de Bel-aba-usur, astronome-astrologue, fils de Bêl-remanni, astronome-astrologue, dont il a bénéficié en échange de la conduite d'observations, nous les avons assignées à Nabû-apla-usur, lamentateur et astronome-astrologue, fils de Nabû-mushetiq-uddi. Mais désormais Bêl-usurshu, astronome-astrologue, fils de Bêl-aba-usur sus-mentionné, s'est présenté devant nous et nous a accusé, comme quoi il était capable de conduire les observations. Maintenant nous avons constaté de nôtre côté qu'il était capable de faire les observations et nous avons approché Nabû-apla-usur sus-mentionné (lui demandant qu')il laisse les terres arables et la mine d'argent, la ration de Bêl-aba-usur sus-mentionné, le père de Bêl-usushu sus-mentionné, à celui-ci et qu'il les libère en faveur de Bêl-usurshu sus-mentionné, qui a porté réclamation à cause de cela (afin que) nous lui donnions une mine d'argent en unités de Babylone et les terres arables, décris ci-dessus, à partir de cette année, à partir de nos réserves d'argent. Il fera les rapports d'observations, les calculs (« éphémérides » ?) et les mesures (« almanachs »), et il les rapportera conjointement à Labasi, Muranu et Marduk-shapik-zeri, les fils de Bêl-bullissu, et de Bêl-ahhe-usur et Nabû-mushetiq-uddi, les fils d'Itti-Marduk-balatu et les autres astronomes-astrologues. »

— Résolution autour d'un litige en faveur d'une position d'astronome-astrologue pour le compte de l'Esagil de Babylone, en faveur de l'héritier du précédant détenteur.
Plusieurs auteurs grecs antiques mentionnent le rôle de savants de Babylonie (les « Chaldéens ») : Strabon mentionne ainsi les mérites des astronomes d'Uruk et de Borsippa, et cite les noms de Kidenas, Nabourianos et Soudinès. Le premier revient dans d'autres sources : un commentaire de Ptolémée du IIIe siècle lui attribue la découverte de la relation 251 mois synodiques = 269 mois anomalistiques (durée du saros), Pline l'Ancien la découverte de la précession des équinoxes. Si on identifie ce Kidenas avec un Kidinnu qui a rédigé une éphéméride pour 103/102-101/100 av. J.-C., ce n'est pas possible car Hipparque connaît déjà tout cela trois ou quatre décennies auparavant, et que la relation du saros est connue en Babylonie depuis plus longtemps encore ; et s'il s'agit d'un autre il faut constater que rien n'indique dans la documentation cunéiforme que la précession des équinoxes ait été connue en Mésopotamie. La tentative d'identifier Nabourianos comme le rédacteur d'un autre texte astronomique n'est pas plus probante.

### La détermination des positions et le zodiaque
Grâce aux anciens textes astronomiques, la répartition des étoiles dans le ciel et les principes généraux des mouvements des astres errants étaient connus dans la première moitié du Ier millénaire av. J.-C. C'est sur ces bases qu'avaient été élaborés plusieurs systèmes permettant de noter la position et les mouvements des astres dans le ciel, le dernier étant le zodiaque.
Étant donné que la Lune et les planètes ont une orbite relativement peu inclinée par rapport à l'écliptique (la trajectoire apparente du Soleil par rapport à la voûte céleste vue depuis la Terre), les étoiles fixes qui se situent le long de cette dernière ont servi de points de repères pour rapporter les positions des astres observés en termes de méridiens célestes. Dans les tablettes néo-assyriennes, il s'agit surtout des 18 constellations situées le long de l'écliptique (le « chemin de la Lune ») mentionnées dans Mul-Apin. Par la suite, et en particulier dans les rapports réguliers et les almanachs « étoiles normales », les points de repères furent les étoiles dites « normales » ; au nombre de 32, il s'agit en fait d'étoiles des constellations voisines de l'écliptique, réparties plus ou moins régulièrement le long de celle-ci. Les textes astronomiques notent donc le moment où l'astre errant observé s'approche d'une étoile fixe ou d'une constellation (conjonction). Les positions des astres par rapport aux points de repère sont données en fonction de diverses mesures de distance linéaires, comme la coudée (KÙŠ/ammatu) et le pouce (ŠU.SI/ubānu, 1/30e de coudée), qui servent aussi à mesurer la magnitude des éclipses ; ou bien en distances d'arc, DANNA/bēru (1/12e de cercle) et ses subdivisions les UŠ, les « degrés » (1/360e de cercle et 1/30e de bēru). Des indicateurs de direction (nord, sud, est, ouest généralement, ou bien au-dessus, en dessous, devant, derrière) sont parfois ajoutés par rapport aux points de référence. 
À partir du Ve siècle av. J.-C. (première attestation dans un texte de 491 av. J.-C.) apparaît la division que les auteurs grecs (qui l'ont reprise aux Babyloniens) ont désignée par le terme de zodiaque : l'écliptique est divisée en 12 Sections, qui sont identifiées en fonction de 12 constellations situées à proximité (qui faisaient déjà partie des 18 constellations citées par Mul-Apin). Ces douze signes ne correspondent qu'approximativement aux signes du zodiaque moderne (voir le tableau ci-dessous). Rapportées au système métrologique, ces douze parties correspondent chacune à 1 bēru, et se divisent donc en 30 UŠ, les « degrés » : chacune des 12 parties du zodiaque fait donc 30 degrés, ce qui renvoie au calendrier idéal de 12 mois de 30 jours. La période de l'année correspondant à un de ces signes est en principe la période durant laquelle le Soleil se trouve dans la section de l'écliptique correspondant au signe question. Cependant en raison de la dérivation des étoiles dans le ciel visible (conséquence de la précession des équinoxes), dès la période antique récente, la position effective du Soleil s'en trouvée en décalage par rapport à ce système (il ne se trouvait plus dans la partie du ciel où se situait la constellation ayant donné son nom à la période de l'année), ce décalage s'accentuant depuis. Le zodiaque, avant de s'imposer avant tout comme un découpage conventionnel à finalité astrologique, a été un système de référence dans les textes astronomiques comme les Goal-Year Texts, les almanachs, les horoscopes et les éphémérides, bien que le système des étoiles normales persiste longtemps à côté. Ces textes relevaient notamment les entrées des astres observés dans une nouvelle section du zodiaque, et fournissaient une indication de la longitude, surtout pour les mouvements lunaires, parfois vague (le situant dans une partie du zodiaque, ou à son début/sa fin), ou exprimée en « degrés » sur l'écliptique dans un signe donné (du type « Crabe 8° »).
|      | Écriture en logogrammes | Terme akkadien | Traduction                       | Équivalent dans le zodiaque |
| ---- | ----------------------- | -------------- | -------------------------------- | --------------------------- |
| I    | LÚ / HUN (LÚ.HUN.GA)    | Agru           | Le Journalier                    | Bélier                      |
| II   | MÚL.MÚL / GU4.AN.NA     | Zappū / Alu    | Les Étoiles / Le Taureau du Ciel | Les Pléiades / Taureau      |
| III  | MAŠ.MAŠ                 | Tū'amū         | Les Jumeaux                      | Gémeaux                     |
| IV   | ALLA                    | Alluttu        | Le Crabe                         | Cancer                      |
| V    | A (UR.GU.LA)            | Urgulu         | Le Lion                          | Lion                        |
| VI   | ABSIN                   | Šerʾū          | L’Épi                            | Vierge                      |
| VII  | RÍN (anc. zi-ba-ni-tu4) | Zibanītu       | La Balance                       | Balance                     |
| VIII | GÍR.TAB                 | Zuqaqīpu       | Le Scorpion                      | Scorpion                    |
| IX   | PA (Pa-bil-sag)         | Pabilsag       | Pabilsag                         | Sagittaire                  |
| X    | MÁŠ (SUHUR.MÁŠ)         | Suhurmāšu      | Le Poisson-Chèvre                | Capricorne                  |
| XI   | GU (GU.LA)              |                | Le Géant                         | Verseau                     |
| XII  | ZIB.ME (ou KUN.MEŠ)     | Zibbatū        | Les Queues                       | Poissons                    |

### Les méthodes prédictives
Les différents types de rapports d'observations (avant tout les rapports réguliers) ont fourni aux savants mésopotamiens des bases empiriques pour parfaire leur connaissance des déplacements des astres et d'être en mesure de prévoir leurs mouvements futurs. Cette première forme d'astronomie prédictive se fait sur une base empirique, et ne recourt qu'à des calculs arithmétiques simples, et est donc considérée comme « non-mathématique », par opposition à celle des éphémérides. Les relations périodiques et prédictions non mathématiques ressortent notamment des Goal-Year Texts et de divers textes théoriques sur les cycles de la Lune et des planètes. 

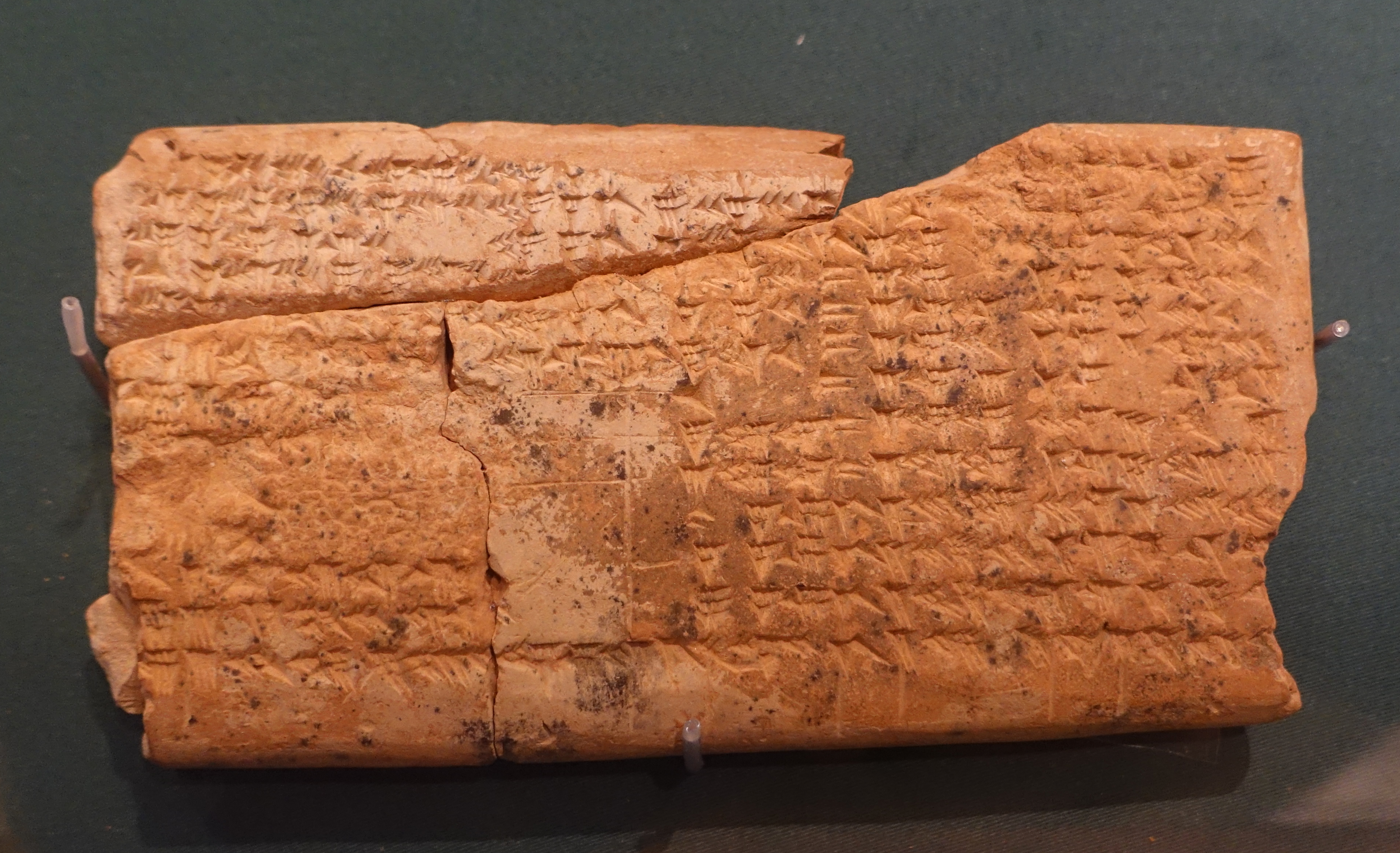
Tablette d'éphéméride donnant les dates des pleines lunes pour deux ans. Musée de l'Oriental Institute de Chicago.

Les derniers siècles du Ier millénaire av. J.-C. virent le développement d'une forme d'astronomie prédictive de type mathématique, quasi exclusivement arithmétique, afin de concevoir des modèles prédictifs non empiriques. Elle est documentée par les « textes de procédures », de type théorique, qui précisent les méthodes de calcul, et surtout les « éphémérides », des tables de calcul permettant de déterminer ce que l'on souhaite prévoir, : moment et longitude de certains phénomènes lunaires (surtout les syzygies) et planétaires, intervalles entre plusieurs phénomènes. Concrètement, une éphéméride comprend plusieurs colonnes de nombres notant des dates ou des positions pour le phénomène observé, et tout autre type d'information nécessaire à établir ce que l'on souhaite prévoir, comme la vitesse et la latitude de la Lune, la longueur du jour et de la nuit, les corrections à apporter sur la longueur du mois (synodique, anomalistique), etc. Les lignes notent quant à elles les évolutions attendues du même phénomène à chaque période. La mise bout-à-bout de ces suites de nombres a permis aux chercheurs modernes de faire figurer les modèles mathématiques prédictifs sous la forme de fonctions, visant à permettre une meilleure prise en compte des variations de vélocité des astres dans le ciel, ce qui est de nos jours modélisé sous la forme de courbes, mais les Babyloniens formulaient des fonctions plus simples. Il s'est avéré que deux « systèmes » distincts étaient employés : 
- Dans le « système A », il est considéré qu'un astre se déplace le long de l'écliptique à plusieurs vitesses différentes, qui évoluent par paliers, changeant brusquement de valeur, sa progression étant fonction de sa longitude (λ) lors de l'événement de même type l'ayant précédé (Δλ = f(λ)). Dans ce système, les séries de nombres peuvent être représentées graphiquement par des fonctions « en escalier »[71].
- Dans le second système, appelé « système B », les longitudes sont déterminées en fonction du nombre (n) d'occurrences du phénomène étudié (Δλ = f(n)). Les séries de nombres augmentent et diminuent suivant une progression linéaire, la vitesse apparente de l'astre étant considérée comme variant constamment suivant un même rythme, et peuvent alors être représentées graphiquement par des fonctions « en zigzag »[72].

Ces deux systèmes étaient en pratique modulables, en particulier par l'ajout de paramètres, afin de les affiner ; le système B est celui qui intègre les paramètres les plus complexes, le système A est plus simple mais a plus de cohérence. La question de savoir pourquoi deux systèmes si différents ont cohabité n'a pas été réglée : ils sont manifestement employés sur les mêmes lieux donc ils ne reflètent pas des querelles d'écoles, mais plutôt d'une évolution historique. Le système A a probablement été développé en premier et complété dans le courant du IVe siècle av. J.-C., avant tout dans l'optique d'observer les mouvements de la lune, les éclipses, peut-être dans un but astrologique car il se développe en même temps que les horoscopes et permettrait d'améliorer leurs prévisions. Le système B est manifestement le résultat d'une réflexion empirique visant à corriger certaines approximations constatées à partir des résultats du système A, en incluant plus de paramètres ; il est donc sans doute apparu postérieurement. La fonction linéaire qu'il utilise est néanmoins une invention plus ancienne, puisqu'elle apparaît dans Enūma Anu Enlil, et est moins précise que celle du système A.
L'usage de la géométrie dans l'astronomie mathématique babylonienne est encore mal connu, mais avéré par une poignée de textes de procédure qui donnent les calculs permettant de construire des trapèzes, dont l'aire correspondrait à la distance totale parcourue par la planète Jupiter sur une période donnée. Cela semblerait indiquer que les savants babyloniens avaient développé une méthode que l'on ne retrouve par la suite qu'au XIVe siècle de notre ère, dans le cercle des « calculateurs d'Oxford ».
L'astronomie mathématique babylonienne marque une étape importante dans l'histoire de la pensée scientifique, car elle introduit le recours à une méthode de modélisation, qui implique la prise en compte d'un ensemble de données et de variables auxquelles on donne une formulation mathématique.

### Les résultats théoriques
Qu'elles aient été ou non motivées avant tout par les besoins de l'astrologie (la prédiction de présages, l'élaboration d'horoscopes), ou bien pour l'élaboration des calendriers, ou encore dans un but de simple acquisition de connaissance sur le fonctionnement des astres (ou un peu tout à la fois), les démarches prédictives ont permis aux astronomes mésopotamiens d'acquérir des connaissances astronomiques qui font de leurs travaux un jalon essentiel dans l'histoire antique de cette discipline.
Un des principaux apports des observations régulières fut la mise en évidence, par empirisme, de plusieurs relations entre les rythmes de la Lune et du Soleil, essentiels pour la détermination des calendriers. Fut ainsi déterminé le fait que 235 mois synodiques (périodes séparant deux phases identiques consécutives de la Lune) correspondaient à 19 années solaires (observées au moment du solstice d'été), ce qui permit de calculer de façon plus précise la durée d'une année et de clarifier le principe de l'ajout de mois intercalaires dans le calendrier (voir plus bas) ; cela correspond au « cycle métonique » de la tradition grecque. Plusieurs textes indiquent que vers le début du Ve siècle av. J.-C. au plus tard on avait identifié le cycle du « saros », période de 223 mois synodiques (ou 239 mois anomalistiques) durant laquelle il y a 38 possibilités d'éclipses, permit de déterminer une période moyenne entre éclipses exprimée en mois synodiques ou anomalistiques, donc d'avoir une vague idée du moment où une éclipse pouvait se produire et aussi (ce qui est important par rapport aux conceptions astrologiques antérieures) savoir sur quelles période il n'y en aura pas. Une analyse de la latitude de l'astre est également présente dans ces textes, afin de déterminer les moments où le satellite revient à un nœud identique. Le cycle des premières et dernières apparitions des cinq planètes connues et de leur retour cyclique à un point initial observé (la période synodique) est également approximativement maîtrisé, puisqu'il avait par exemple été remarqué qu'après 59 années le lever de Saturne se produisait en gros au même moment et au même endroit (ce qui correspond en fait à un peu moins de deux périodes de révolution de la planète et 57 périodes synodiques). Les Goal-Year Texts incluent les données de périodes antérieures, avant que le phénomène observé ne soit revenu à son point initial, par exemple 19 années solaires d'observation de la dernière visibilité de la lune ou les 59 dernières années de première observation de Saturne pour les cas cités ci-dessus.
Les prédictions suivant la méthode mathématique sont plus abouties dans leur confection, montrant que de nombreux paramètres déterminant les phénomènes observés avaient été compris et intégrés dans les modèles, leurs résultats prédictifs sont plus précis que ceux déterminés par la démarche empirique, sans pour autant marquer un changement significatif dans les capacités prédictives. Les résultats des méthodes mathématiques concernant la lune (la « théorie » lunaire) ont fait l'objet de plus de recherches que celles concernant les planètes (la « théorie » planétaire) et sont de fait plus abouties. Les éphémérides lunaires ont pour but de déterminer les intervalles entre les différents types d'oppositions et de conjonctions entre la lune et le soleil (éclipses, nouvelles et pleines lunes), la durée des premières et dernières visibilités de la lune durant un mois. Un des grands mérites des astronomes babyloniens est d'avoir intégré la composante des variations des vitesses apparentes de la lune et du soleil dans les variations de la durée de ces phénomènes, de même que la longueur variable du jour, la latitude de la lune, l'inclinaison de l'orbite lunaire par rapport à l'orbite terrestre. Les fonctions développées dans le cadre du système A peuvent tout être reliées, formant un ensemble continu couvrant la période de 475 av. J.-C. à 45 ap. J.-C., tandis que celles du système B ne sont pas toutes connectables. Quoi qu'il en soit, ces modèles permirent d'améliorer la connaissance des cycles des astres, en particulier d'obtenir des résultats particulièrement précis sur la durée en mois lunaires des années solaires et des périodes d'éclipses. La théorie relative aux planètes est moins développée, sans doute parce qu'elle a représenté moins d'enjeux par rapport à la masse d'observations requises, et est donc moins ambitieuse dans ses finalités : elle vise à prédire pour chaque planète les longitudes et le moment des principales phases synodiques (levers et couchers, points stationnaires, oppositions), permettant de connaître des relations entre les phénomènes synodiques des planètes, leurs révolutions zodiacales, rapportées à des années solaires. Une tablette présente ainsi des prédictions des longitudes des premiers points stationnaires de Mars, établies suivant le système A, qui ne s'écartent pas de beaucoup des calculs modernes.

### Astronomie et calendriers
Une des applications les plus claires des savoirs astronomiques était dans l'élaboration des calendriers. Celle-ci avait déjà une longue histoire et ses principes de base avaient été posés avant le début du IIe millénaire av. J.-C., mais dans la seconde moitié du Ier millénaire av. J.-C. la meilleure connaissance des cycles de la Lune permit de déterminer des principes solides et durables.
L'établissement des calendriers anciens reposait sur l'observation empirique des cycles de la Lune et du Soleil, ce qui a donné naissance à un système dit « luni-solaire » ayant une année de 12 mois déterminés en fonction du cycle de la Lune, le mois débutant en principe le soir de la première observation de la nouvelle Lune, ce qui est une raison essentielle de l'observation de cet astre et de la tentative de prédire quand elle allait réapparaître dans le Ciel. Dans ce contexte, le mois fait 29 ou 30 jours (en moyenne le mois synodique fait environ de 29 jours et demi). Une autre forme de computation qui apparaît souvent dans les textes administratifs, depuis les premiers temps de l'écriture à la fin du IVe millénaire av. J.-C., était de considérer par convention que le mois durait 30 jours. C'était du reste un principe identique qui ressortait des textes astronomiques anciens comme Mul-Apin, qui prenaient pour base une année « idéale » de 360 jours divisée en 12 mois de 30 jours, qui servait peut-être de référence simplifiée à partir de laquelle on effectuait des calculs, ensuite ajustés à la durée réelle de l'année observée. Ce même calendrier trouve en tout cas une origine mythologique dans l’Épopée de la Création babylonienne, puisque dans ce texte c'est le dieu Marduk qui le détermine et assigne au Dieu-Lune Sîn la tâche d'indiquer ce cycle avec ses différentes phases. Le problème de ce calendrier est que les cycles de la Lune et du Soleil ne sont pas commensurables, puisque l'année solaire (un peu moins de 365 jours 1/4) est plus longue que 12 mois lunaires (354 jours), et qu'à terme cela créait un décalage entre l'année de 12 mois lunaire et l'année solaire. Pour réajuster les deux cycles, on avait pris l'habitude, depuis le IIIe millénaire av. J.-C. au plus tard, d'interposer des mois intercalaires. Cela se faisait là encore suivant une démarche empirique, avec l'ajout d'un ou de plusieurs (parfois quatre) mois intercalaires lorsqu'un écart trop important était constaté. Cette décision était importante puisque le calendrier avaient une fonction cultuelle majeure, et que les rituels majeurs comme ceux ayant lieu au Nouvel An s'en trouvaient décalés. La volonté de réconcilier l'année idéale de 360 jours avec les cycles de la Lune et du Soleil fut donc un défi constant pour les spécialistes des sciences astrales, dont le rôle dans le développement des savoirs astronomiques a sans doute été majeur. 
Les rapports réguliers d'observation ont été utiles pour une meilleure connaissance des cycles lunaires, puisqu'ils notaient la durée des mois observés chaque année (29 ou 30 jours, avec la prise en compte du temps qui se passe entre les levers du Soleil et de la Lune). Cela apparaît dans les tablettes notant les intervalles de temps, en particulier les « Lunar Six », appelées ainsi parce qu'elles notent six intervalles différents (exprimés en « degrés », qui mesurent ici le temps) : entre le coucher du Soleil et le coucher de la Lune la première nuit du mois (noté par le logogramme NA), entre les couchers/levers du Soleil et levers/couchers de la Lune les deux jours autour de la pleine lune en milieu de mois (ŠÚ, NA, ME et GE6) et entre le lever de la Lune et le lever du Soleil le dernier jour du mois (KUR). Grâce à ces observations régulières et des calculs, les savants babyloniens furent en mesure de prédire précisément dès les environs de 600 av. J.-C. les moments de chacun de ces six intervalles, ce qui leur permettait en principe de fixer le début du mois quand elle n'était pas visible. Mais il n'est pas assuré qu'ils aient fait usage de cette méthode pour déterminer le début du mois, en tout cas les textes semblent indiquer qu'ils se reposaient encore sur l'observation. Par ailleurs, avec la meilleure connaissance des relations périodiques entre les cycles de la Lune et du Soleil, il fut possible de déterminer un principe régulier d'intercalation permettaient d'éviter les décalages trop importants. Une fois établi vers 500 av. J.-C. le constat que 235 mois synodiques lunaires correspondaient à 19 années solaires, on put déterminer que ces 19 années solaires correspondaient à 19 années de 12 mois lunaires, plus 7 mois. Il fallait donc intercaler ces 7 mois sur 19 années. Au début du IVe siècle av. J.-C., on fixa un principe d'intercalations régulières, les années 1, 3, 6, 9, 11, 14 et 17 du cycle.

### L'astrologie horoscopique

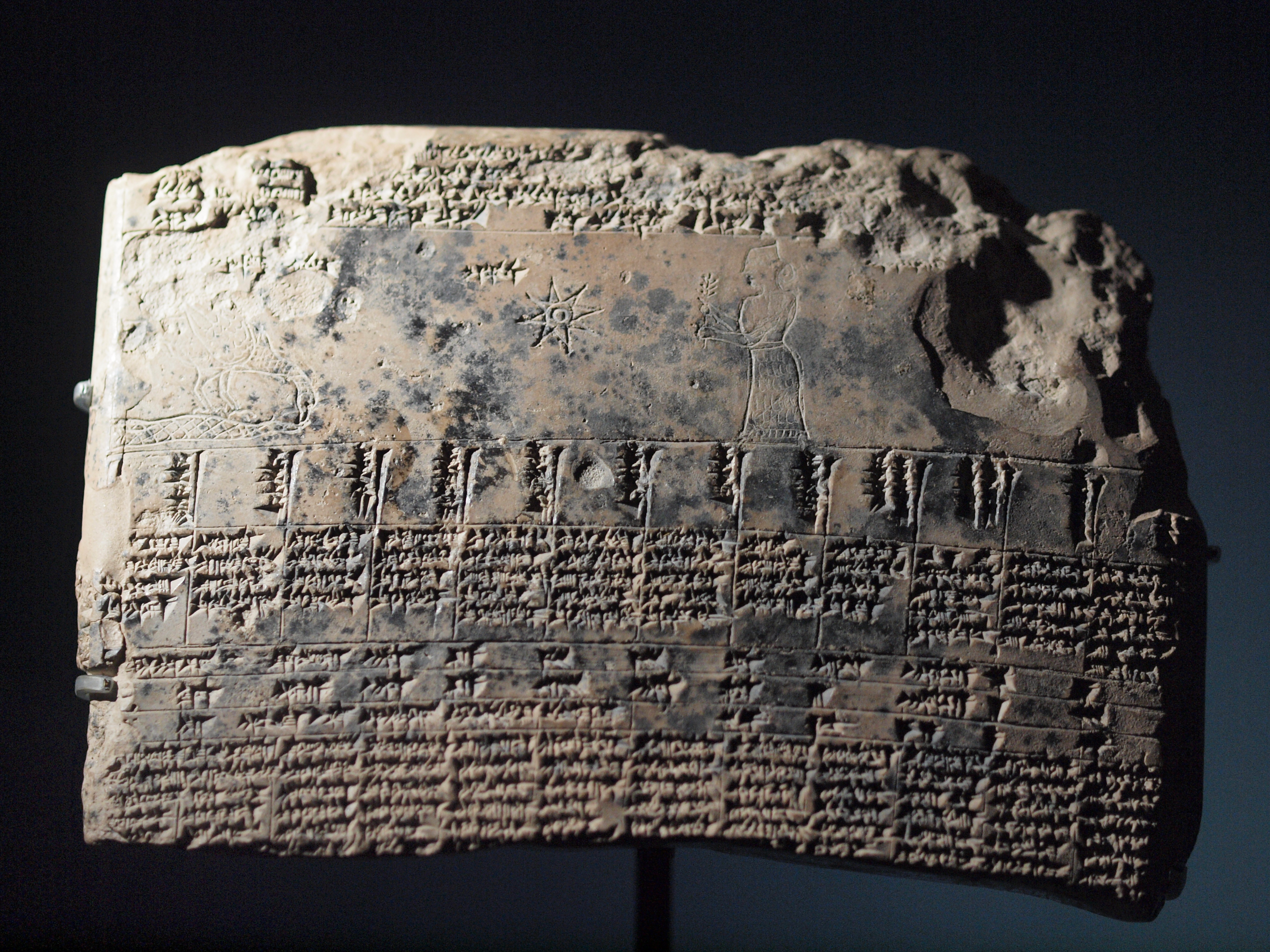
Calendrier zodiacal du cycle de la Vierge. Uruk, tablette d'époque séleucide. Musée du Louvre.

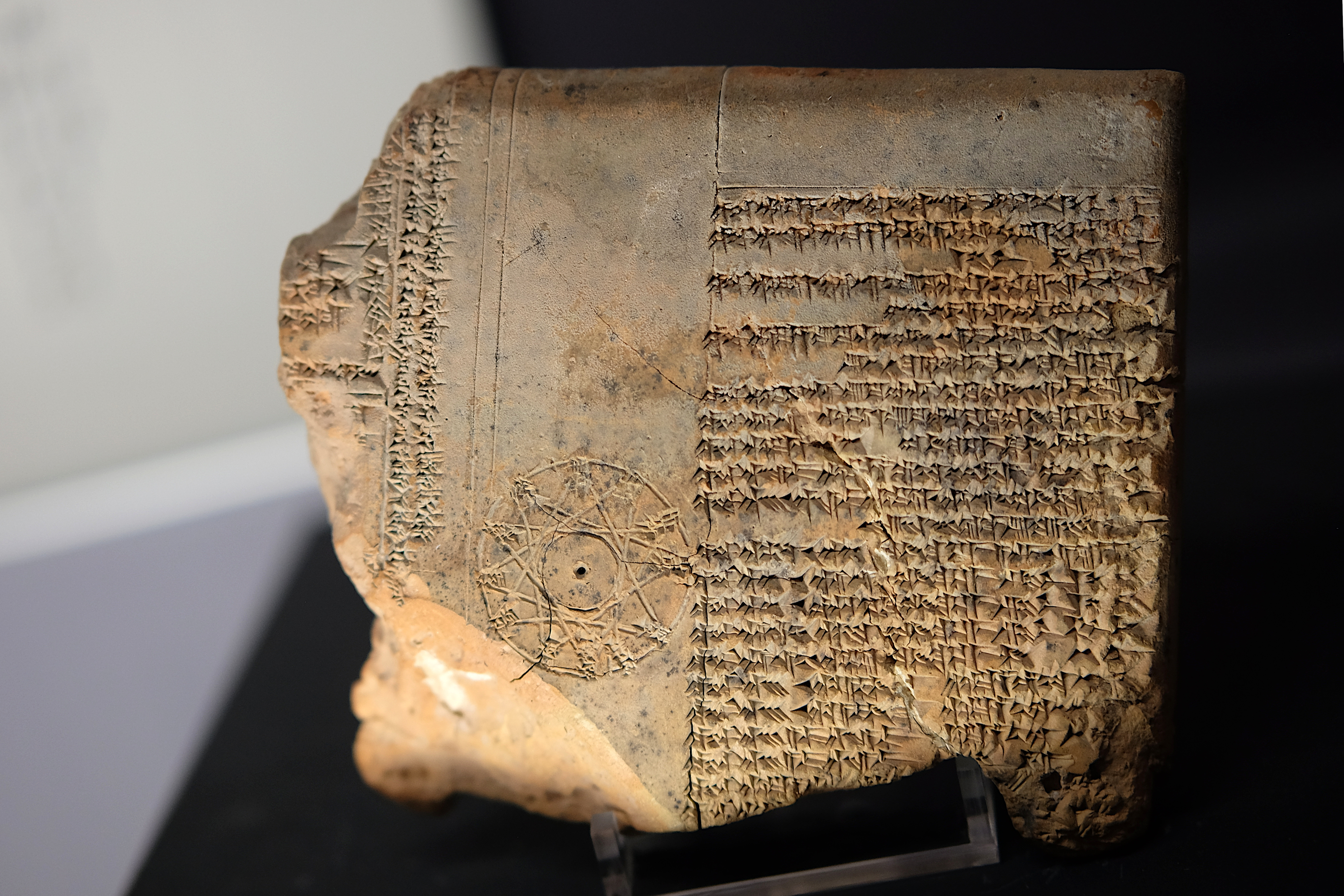
Présages horoscopiques relatifs au destin d'un individu en fonction de la position des astres dans le zodiaque au moment de sa naissance, ou au devenir du royaume, selon un même principe. Période séleucide, musée Art et Histoire de Bruxelles.

Si l'astrologie telle qu'elle est attestée dans Enūma Anu Enlil comprenait des passages notant la périodicité de certains phénomènes astraux, elle le faisait avant tout pour repérer ensuite si leurs apparitions et disparitions suivaient leur cours normal, auquel cas le présage était positif, ou anormal (en avance ou en retard), auquel cas le présage était négatif. La série Enūma Anu Enlil continue à être recopiée dans la seconde moitié du Ier millénaire av. J.-C., mais l'application pratique de la forme d'astrologie qu'elle décrit n'est pas attestée dans les textes contemporains, bien qu'elle fasse l'objet de commentaires. Apparaît dans la documentation une nouvelle forme d'astrologie, reposant sur les horoscopes, qui en est en partie dérivée mais intègre surtout d'autres apports.

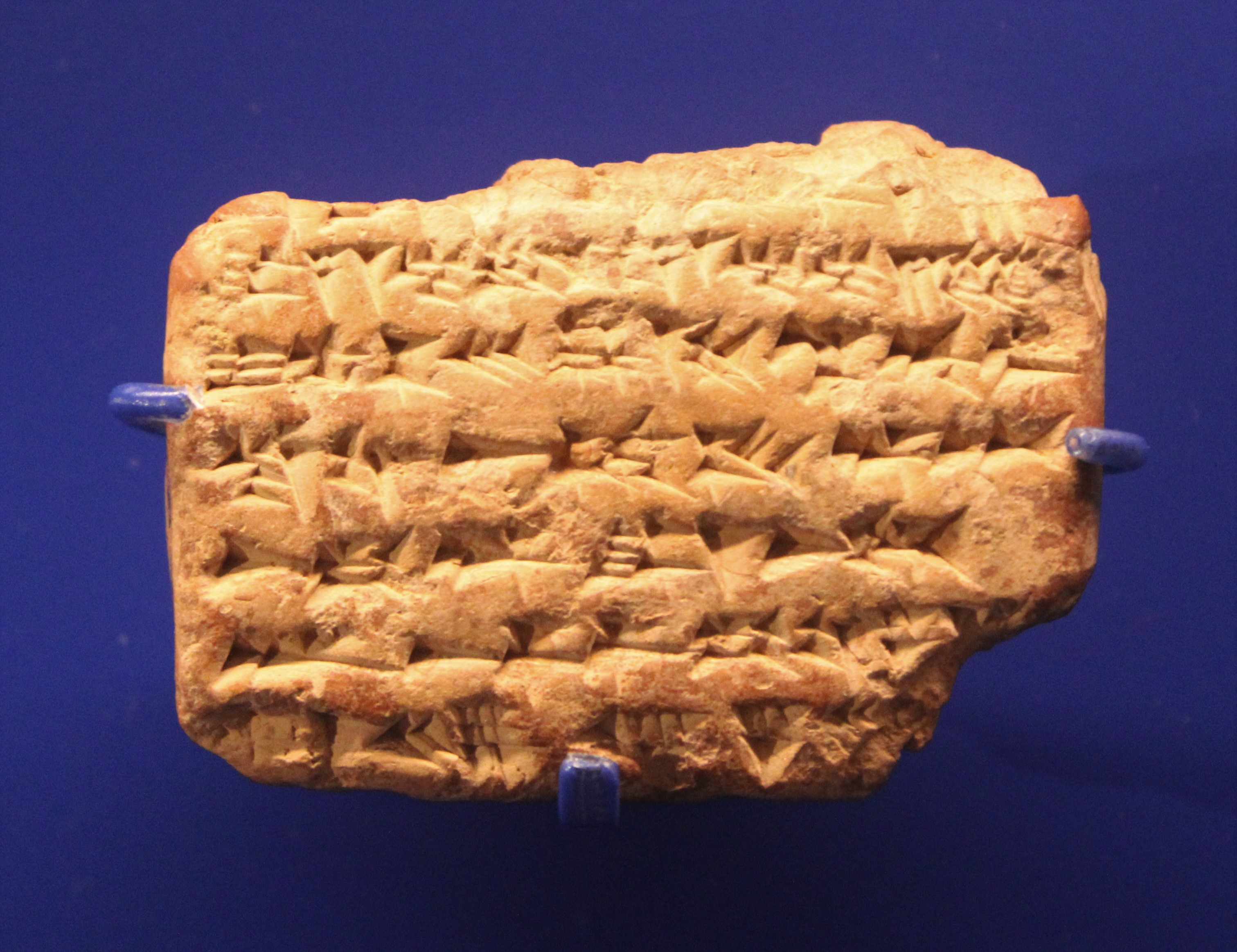
Horoscope pour un individu né le 29 avril 410 av. J.-C., un des plus anciens connus. Ashmolean Museum.

Les textes d'horoscopes ont été mis au jour avant tout à Babylone, le plus ancien datant de 410 av. J.-C., et le plus récent de 69 av. J.-C., cette dernière date correspondant par ailleurs avec l'apparition des premiers horoscopes grecs. Ce sont des textes indiquant le jour, le mois et l'année de naissance d'une personne (parfois le moment de la journée ou de la nuit), l'intervalle de temps entre le coucher du Soleil et celui de la Lune ou celui entre leurs levers, si des éclipses ont été observées durant les mois précédant et suivant la naissance, où se trouvaient les cinq planètes connues, et, dans plusieurs cas, la date de conception (estimée à 273 jours avant la naissance). Ici l'apport de l'astronomie prédictive est important, puisque les astres en question n'étaient pas forcément tous visibles au moment de la naissance, et qu'il fallait pouvoir les estimer. La position des astres est donnée par rapport aux étoiles « normales » dans les horoscopes les plus anciens, puis on commence à inclure la position par rapport aux signes du zodiaque au IIIe siècle av. J.-C., méthode qui est la seule employée dans les derniers exemplaires connus. Ces textes ne font que rarement des prédictions astrologiques, se contentant en général d'indiquer les éléments nécessaires pour les faire. Les rares présages mentionnés sur des horoscopes concernaient la longévité de l'individu, s'il allait fonder une famille. Il fallait manifestement se tourner vers des tablettes de présages de naissance (l'astrologie natale ou généthlialogie), qui apparaissent à la même période mais sont connues par un nombre limité d'exemplaires. Cette divination individuelle découle d'une vieille tradition divinatoire, puisqu'on en trouvait dans des séries divinatoires de la période néo-assyrienne, notamment Iqqur ipuš, série d'hémérologie, la divination des jours, associant les jours et mois à des présages fastes et néfastes pour une grande variété de choses, qui donne notamment des présages sur le devenir d'un individu en fonction de son mois de conception ou de naissance. Les présages de naissance associés aux horoscopes sont mal connus, et établissent en général leurs présages en fonction du signe du zodiaque de la période de naissance, de la position des planètes, les présages s'appuyant sans doute sur l'interprétation combinée des différents phénomènes notés.

« L'an 243, au mois de Nisannu, le 20e jour (16 avril 69 av. J.-C.), durant la 9e heure, un enfant est né. À cette heure, la Lune était dans la fin du Capricorne à 18°, le Soleil dans la fin du Bélier à 30°, Jupiter dans le Sagittaire à 24°, Vénus dans les Gémeaux à 13°, Saturne dans le Verseau à 15°, Mars dans la Balance à 14°, Mercure qui ne s'était pas levée n'était pas visible. Nisannu [...] (lacune). Le coucher de Lune avant le lever du Soleil s'est produit le 14e jour, la dernière visibilité lunaire s'est produite le 27e jour. Cette année-là le 28e jour du mois Abu (20 août 69 av. J.-C.), une éclipse solaire attendue n'a pas été observée à la fin du Lion. Le 13e jour du mois Ululu (3 septembre 69 av. J.-C.) au coucher du Soleil une éclipse lunaire excédant le tiers du disque s'est produite ; la Lune était déjà éclipsée quand elle s'est levée en Poissons. (Interprétation) La bonne fortune de cet enfant ... (sa) bonne fortune va diminuer. »

— Horoscope de naissance d'un enfant, avec observations de la position des astres à la naissance, des visibilités de la Lune et du Soleil, et des éclipses, visibles ou pas, durant les mois suivant la naissance (celle du Soleil s'étant effectivement produite selon les calculs modernes mais n'était pas observable à la latitude de Babylone).
À la différence de l'astrologie attestée dans Enūma Anu Enlil, l'astrologie des horoscopes n'est plus une divination concernée par avant tout par la destinée du royaume mais prend un tournant individualiste, qui peut aussi lié à la fin des royaumes mésopotamiens indigènes, et au fait que le personnel des temples est devenu le seul gardien des vieilles traditions cunéiformes. Cette nouvelle forme d'astrologie semble liée aux évolutions des sciences astrales contemporaines, qui se sont concentrées sur la capacité à mieux prévoir où et quand le phénomène allait se produire, ce qui semble refléter l'interdépendance entre les différentes composantes des sciences astrales mésopotamiennes puisque les horoscopes ne pourraient pas avoir été rédigés sans l'apport des textes d'astronomie prédictive. Cependant, il n'est pas possible d'aller jusqu'à considérer que les progrès « scientifiques » de l'astronomie prédictive révélant la régularité des phénomènes célestes aient remis en cause l'idée que ces mêmes phénomènes étaient les vecteurs de messages divins, puisqu'au contraire l'astrologie horoscopique perpétue la tradition divinatoire mésopotamienne, le fait que les mouvements des astres soient prévisibles ne leur faisant pas perdre leur fonction de présage.

## Influences
Les sciences astrales mésopotamiennes ont exercé une influence sur les régions voisines du Monde antique. On évalue cette influence en repérant les éléments des textes qui présentent des ressemblances trop frappantes pour qu'elles relèvent de la simple coïncidence, et si les textes cunéiformes témoignent d'une antériorité des découvertes mésopotamiennes, il apparaît que c'est bien celles-ci qui ont été reprises. Mais ce n'est pas une tâche aisée, et la question de savoir si ressemblance implique influence est souvent débattue. Elle est avant tout visible dans les travaux des savants de langue grecque. C'est en tout cas essentiellement parce que les sciences astrales mésopotamiennes ont eu une influence sur l'astronomie et l'astrologie de l'époque hellénistique qu'on peut retrouver ses apports dans ces domaines en Inde et Iran au Ier millénaire de notre ère (même s'il est possible qu'il y ait eu des premières influences dans ces régions avant l'époque hellénistique), et dans l'astronomie arabe de l'époque médiévale, ou encore celle de l'Occident. L'apport mésopotamien se retrouve dans les unités de mesure employées (arcs et degrés, coudée et pouces, reposant sur le système sexagésimal caractéristique de la Mésopotamie), l'identification de phénomènes astraux majeurs et des relations périodiques, et aussi la modélisation mathématique avec les systèmes A et B, mais aussi dans la divination céleste, en particulier les horoscopes. 
Chez les savants grecs, l'influence de l'astronomie babylonienne se retrouve dans l'utilisation de correspondances périodiques similaires à celles présentes dans les textes Babyloniens, au Ve siècle av. J.-C. chez Cléostrate, puis surtout Méton d'Athènes, qui propose un calendrier luni-solaire fondé sur la quasi-équivalence de 19 années solaires et de 235 mois lunaires, qui devait être appelée d'après lui, « cycle métonique », mais est connue auparavant en Babylonie. Peu après, Eudoxe de Cnide propose une description des astres fixes et constellations dont beaucoup sont reprises de celles connues en Mésopotamie, en particulier le zodiaque. Un siècle plus tard, Aristarque de Samos utilise un cycle d’éclipses découvert par les Babyloniens, le Saros, pour déterminer la durée d'une année. Des traces de l'influence astronomique mésopotamienne se trouvent également sur des textes provenant d’Égypte écrits en démotique. Selon D. Pingree, l'influence de l'astronomie babylonienne se retrouverait en Inde à la même période : il met en avant des similitudes entre des passages de Mul-Apin et des Vedas relatifs aux astres, aussi dans le manuel d'astronomie attribué à Lagadha (Jyotiṣavedāṅga, fin Ve siècle av. J.-C.), qui vise à déterminer les dates pour accomplir des rites védiques et reprend des éléments de Mul-Apin et des astrolabes, employant une fonction « zigzag » typique de l'astronomie mésopotamienne pour calculer la quantité d'eau à mettre dans la clepsydre et la longueur du jour.
Le principal passeur de l'influence mésopotamienne en matière de description et d’explication des phénomènes astronomiques est Hipparque, astronome actif dans la seconde moitié du IIe siècle av. J.-C., dont l'œuvre est essentiellement connue par ce qu'en rapporte Ptolémée dans son Almageste rédigé 300 ans plus tard. Hipparque a manifestement eu accès à des documents d'observations astronomiques babyloniens, puisqu'il rapporte des observations d'éclipses qui sont apparemment tirées de rapports d'observation babyloniens ; Ptolémée est en mesure d'estimer que ces rapports ont été couchés sur des tablettes à partir du règne de Nabonassar, et citer des éclipses postérieures, par exemple sous les règnes de Merodach-Baladan II et Nabopolassar. Hipparque a par ailleurs beaucoup emprunté aux outils développés par les astronomes babyloniens : il utilise la division du cercle en 360 degrés de 60 minutes, donc la numération sexagesimale, également la coudée astronomique (pechus) similaire à celle employée en Babylonie. Il emploie aussi la courte période de 248 jours = 9 mois anomalistiques connue des Babyloniens, et son analyse des étoiles proches du zénith pourrait aussi témoigner d'une influence mésopotamienne. Hipparque semble être celui qui a fait basculer l'astronomie grecque dans une optique prédictive, à la suite des Babyloniens. Mais il apporte des changements importants, comme l'usage de la trigonométrie pour les modèles mathématiques plutôt que celui de l'arithmétique, et c'est à partir de lui que les auteurs grecs semblent considérer que les astronomes grecs égalent puis dépassent les « Chaldéens ». Son œuvre, parce qu'elle a grandement influencé celle de Ptolémée, est essentielle dans l'histoire de l'astronomie postérieure, puisque c'est par l'influence de l'Almageste dans les astronomies du Ier millénaire (en Inde, dans les pays musulmans, en Europe chrétienne) que l'héritage de l'astronomie babylonienne a été préservé. 
Dans la tradition intellectuelle et religieuse juive, le Traité d'astronomie du Livre d'Hénoch reprend un système de comput astronomique pour déterminer les périodes de visibilité de la Lune qui semble repris de celui employé dans la tablette XIV de la série Enūma Anu Enlil, qui serait son inspiration directe.
Par ailleurs, des influences de l'astrologie de type Enūma Anu Enlil sembleraient attestées dans des textes relatifs à la religion indienne comme le traité Gargasamhita et d'autres textes astrologiques sanskrits, attestant aussi de l'existence modèles mathématiques semblables aux mésopotamiens. L'astrologie mésopotamienne semble aussi avoir influencé la tradition astrologique hellénistique, par exemple Héphaïstion de Thèbes, Ptolémée dans son Tetrabiblos, Vettius Valens, surtout dans la tradition des horoscopes grecs qui apparaissent au Ier siècle av. J.-C.
Les modalités de ces transferts culturels ne sont pas connues. On sait que les auteurs grecs connaissaient des astronomes/astrologues babyloniens Kidenas, Nabourianos et Soudinès évoqués plus haut, le troisième aurait du reste vécu à la cour du roi Attale Ier Sôter à la fin du IIIe siècle av. J.-C., et leur avaient sans doute repris des connaissances, mais le contexte exact de cette transmission nous échappe. Au IIe siècle, l'astrologue latin Vettius Valens, dit avoir utilisé des modèles de prédictions lunaires mis au point par Kidenas et Sidounès. Simplicius, un philosophe du VIe siècle de notre ère rapporte dans un commentaire d'Aristote que ce dernier aurait demandé à Callisthène d’Olynthos de lui envoyer des traductions de rapports d'observation depuis Babylone, au moment de la conquête de cette ville par Alexandre le Grand, mais ce témoignage contient des inexactitudes (les rapports sont supposés documenter 1 900 années d'observations), est trop tardif et isolé pour pouvoir suffire. Le seul ouvrage connu d'un prêtre babylonien écrit en grec, les Babyloniaka de Bérose, ne traitait pas d'astronomie, et n'abordait la cosmologie babylonienne que sous l'angle mythologique, cet auteur n'ayant manifestement pas été versé dans la science astrale. Strabon mentionne aussi un certain Séleucos de Séleucie, astronome du début du IIe siècle av. J.-C., qu'il présente comme un Chaldéen, qui serait donc originaire de Séleucie du Tigre, et qui porte un nom grec. Pour ce qu'on en sait, il est notamment un des défenseurs de la théorie héliocentrique d'Aristarque, et ne semble donc pas s'inscrire dans un cadre de réflexion mésopotamien.

### Civilisation et pensée mésopotamiennes
- Marguerite Rutten, La science des Chaldéens, Paris, Presses universitaires de France, coll. « Que sais-je n°893 », 1960 (réimpr. 1970), 128 p.
- Francis Joannès (dir.), Dictionnaire de la civilisation mésopotamienne, Paris, Robert Laffont, coll. « Bouquins », 2001
- (en) Karen Radner et Eleanor Robson (dir.), The Oxford Handbook of Cuneiform Culture, Oxford, Oxford University Press, 2011

### Introductions
- Otto E. Neugebauer (trad. Pierre Souffrin), Les sciences exactes dans l'Antiquité, Arles, Actes Sud, 1990, p. 131-183
- (en) Francesca Rochberg, « Astronomy and Calendars in Ancient Mesopotamia », dans Jack M. Sasson (dir.), Civilizations of the Ancient Near East, New York, Scribner, 1995, p. 1925-1940
- (en) John P. Britton et Christopher B. F. Walker, « Astronomy and Astrology in Mesopotamia », dans Christopher B. F. Walker (dir.), Astronomy before the Telescope, Londres, British Museum Press, 1996, p. 42-67
- James Ritter, « Astronomie », dans F. Joannès (dir.), Dictionnaire de la civilisation mésopotamienne, Paris, 2001, p. 93-98
- (en) David Brown, « Mesopotamian Astral Science », dans Gwendolyn Leick (dir.), The Babylonian World, Londres et New York, Routledge, 2007, p. 460-472
- (en) Francesca Rochberg, « Observing and Describing the World through Divination and Astronomy », dans Karen Radner et Eleanor Robson (dir.), The Oxford Handbook of Cuneiform Culture, Oxford, Oxford University Press, 2011, p. 618-636
- (en) Francesca Rochberg, « Astral Sciences of Ancient Mesopotamia », dans Paul T. Keyser et John Scarborough (dir.), Oxford Handbook of Science and Medicine in the Classical World, Oxford, Oxford University Press, 2018
- (en) John M. Steele, « Babylonian and Assyrian Astral Science », dans Alexander Jones et Liba Taub (dir.), The Cambridge History of Science Volume 1: Ancient Science, Cambridge, Cambridge University Press, 2018, p. 73-98

### Études spécialisées
- (en) Hermann Hunger et David Pingree, Astral Sciences in Mesopotamia, Leyde, Boston et Cologne, Brill, 1999
- (en) David Brown, Mesopotamian Planetary Astronomy-Astrology, Groningue, Styx, 2000
- (en) Francesca Rochberg, Heavenly Writing : Divination, Horoscopy and Astronomy in Mesopotamian Culture, Cambridge, Cambridge University Press, 2004
- (en) Francesca Rochberg, In the Path of the Moon : Babylonian Celestial Divination and Its Legacy, Leyde et Boston, Brill, 2010